# Sorcière
Magicienne
Pour les articles homonymes, voir Sorcière (homonymie).
 (mars 2022).
Œuvres principales
Voir liste des œuvres
Une sorcière, ou magicienne, est une femme qui pratique la sorcellerie et la magie. Dans le monde occidental, la sorcière est longuement associée à une symbolique négative, au pouvoir de voler sur un balai, à sa fréquentation de sabbats, et à la chasse aux sorcières. Malgré les difficultés consistant à chiffrer les femmes victimes des chasses aux sorcières, les estimations sont de cent dix mille procès en sorcellerie aboutissant à soixante mille condamnations à mort, depuis la fin du Moyen Âge jusqu'au début de l'époque moderne.
Sa figure est réhabilitée durant les années 1970, à travers les mouvements féministes. La sorcière est un personnage récurrent dans l'imaginaire contemporain, à travers les contes, romans, films et masques des fêtes populaires. Son pendant masculin, le sorcier, ou magicien a une symbolique différente.

## Étymologie
Le mot sorcière, féminin, remonte au latin populaire *sortiarius, « diseur de sorts », dérivé de sors (gén. sortis), désignant primitivement un procédé de divination, puis « destinée, sort ». Les noms de la sorcière en ibéro-roman tels que le portugais bruxa, espagnol bruja ou catalan bruixa ainsi que l’occitan bruèissa, proviendraient d’un hispano-celtique *bruxtia, attesté d’ailleurs sous la forme de brixtía « sort » sur le plomb de Larzac. On rapproche ce dernier du vieil irlandais bricht « formule magique, incantation » et du vieux breton brith « magie ». Le mot anglais witch est un déverbatif du vieil anglais wiccian « jeter un sort, pratiquer la sorcellerie », comparable au bas-allemand wicken « pratiquer la divination » et au frison de l’Ouest wikje « prédire, prévenir ».

## Histoire

### Antiquité

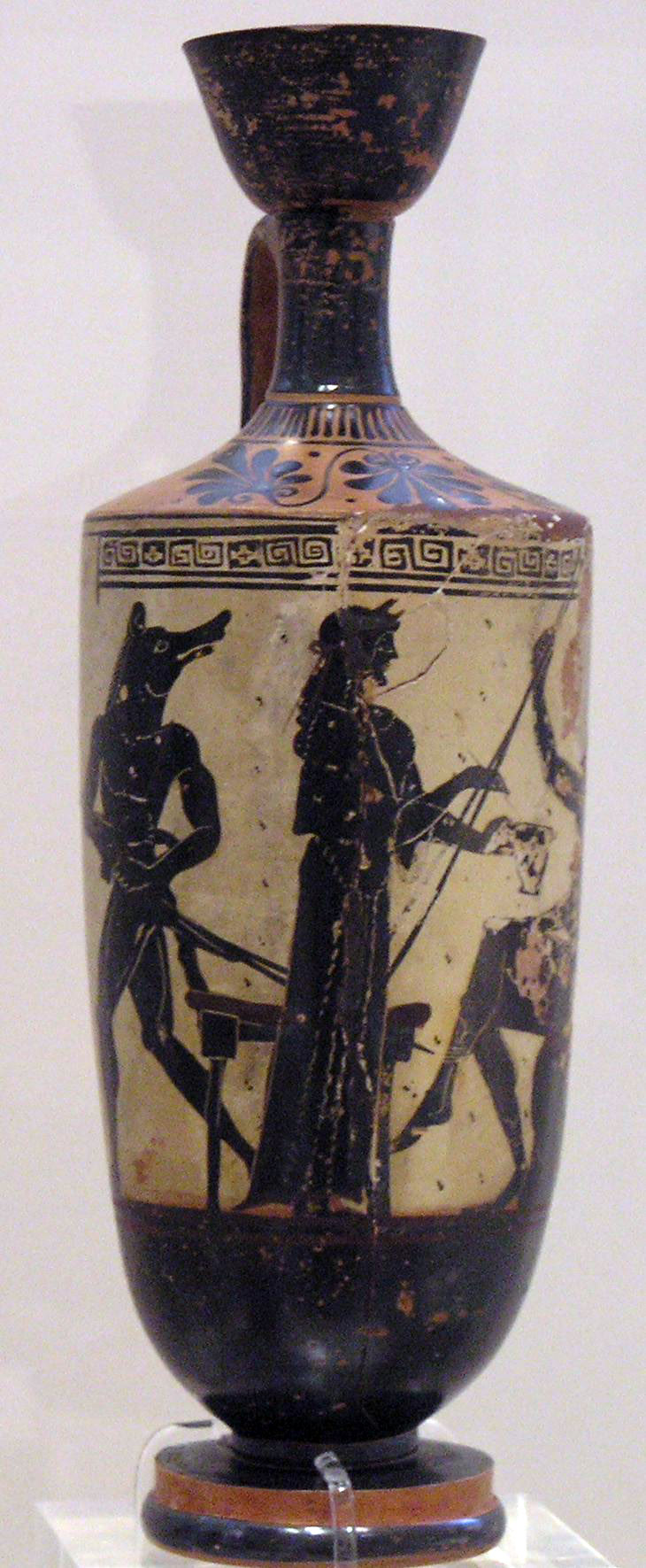
Circé offrant une coupe à Ulysse, vers 490-480 av. J.-C., musée national archéologique d'Athènes.

Les références antiques à la sorcière et aux magiciennes sont nombreuses. Saül consulte la sorcière d'Endor pour parler à Samuel mort.
Dans L'Odyssée, Homère évoque l'enchanteresse Circé, qui transforme les compagnons d'Ulysse en porcs. La déesse Hécate préside à la sorcellerie et aux enchantements. La Thessalie est le lieu d'origine de plusieurs sorcières telles qu'Erichtho, un personnage important du livre VI de la Pharsale de Lucain. Dans cette épopée, qui raconte la Bataille de Pharsale qui eut lieu en -48 en Thessalie, Sextus Pompée rencontre cette sorcière et lui demande quelle sera l'issue de la guerre. Erictho fait alors parler un mort pour qu'il révèle le sort de la bataille. Elle vit au milieu des tombes, et entend ce qui se passe dans les Enfers ; elle est maigre et laide, et « ses cheveux mêlés sur sa tête sont noués comme des serpents. » Elle ne sort que la nuit ou par temps d'orage. Pamphile, citée dans les Métamorphoses d'Apulée, habite en Thessalie. Elle évoque les esprits des morts ; s'éprend de tous les jeunes hommes qu'elle voit et les transforme en pierres ou en animaux s'ils lui résistent,. Horace évoque la sorcière Canidia : avec d'autres sorcières aussi pâles qu'elle, elle creuse les fosses, fait couler le sang des morts et parle avec eux.

### Moyen Âge et Renaissance

#### Début des persécutions
Au début du Moyen Âge, alors que s'impose le catholicisme, de nombreuses pratiques païennes font l'objet d'une stigmatisation, qui passe souvent par l'accusation en sorcellerie. Clovis promulgue ainsi la Lex Salica condamnant les sorciers à payer de fortes amendes. Le code de Charlemagne prévoit également des emprisonnements. Toutefois, il n'y a pas encore d'obsession de la sorcellerie avant le XIVe et surtout XVe siècle, qui voient le début des réelles « chasses aux sorcières », et la papauté ne commence à s'y intéresser qu'à partir du XIIIe siècle. La majorité des victimes sont alors lynchées par des villageois sans aucun procès ni réel intérêt des autorités. 
La bulle pontificale du pape Jean XXII en 1326 marque le début des procès en sorcellerie, qui va s'étendre et s'intensifier sur près de quatre siècles. Le premier procès en sorcellerie à Paris est celui de Jeanne de Brigue, brûlée vive le 19 août 1391.

#### La fin du Moyen Âge et les traités de démonologie
Le stéréotype de la sorcière est présent dès les procès des années 1420-1430, et se maintient pendant plus de deux siècles, mais au milieu du XVe siècle, il n’est pas pleinement développé. Ce sont le processus judiciaire et la tradition livresque qui permettent de développer ce stéréotype. Le Malleus Maleficarum (Le Marteau des sorcières), manuel écrit en 1487 par deux inquisiteurs dominicains, Heinrich Kramer et Jacob Sprenger, synthétise une variété de croyances permettant d'identifier les sorcières qu’il intègre dans un traité vaste et bien structuré. Il fournit aussi un support théologique aux idéaux qu’il entend promouvoir. Il est considéré par certaines féministes comme le Mein Kampf des sorcières du fait des conséquences que sa publication ont amenées sur la vie des femmes. Cet ouvrage, bien que très répandu, n'est cependant pas à l’origine d’une augmentation immédiate du nombre de procès, mais il rend les juges sensibles au crime de sorcellerie. 
Les exécutions des sorciers et sorcières sont légitimées par les aveux que les inquisiteurs leur arrachent, parfois sous la torture ou par le biais de promesses mensongères. Les inquisiteurs relatent cependant les résultats de leurs enquêtes, de leurs procès, de leurs débats. Les livres de démonologie se multiplient, et toute une littérature infecte jaillit de ce fait au XVe siècle : on classe les démons par catégories de spécialités : on décrit leurs habitudes et les précautions à prendre pour les invoquer et les évoquer. Toute cette érudition de mauvais aloi se propage et le fanatisme devient de part et d'autre virulent. 

#### Intensification à la Renaissance
Alors qu’on associe généralement plus volontiers Moyen-Âge et sorcellerie, les XVIe et XVIIe siècles ont connu les vagues de persécutions les plus intenses. Le paroxysme est atteint lorsque les tribunaux civils supplantent ce monopole d’Église.
D'abord seulement exercés par les gens d'Église, les procès sont ensuite pris en charge par les laïcs. En 1599, le roi Jacques Ier d'Angleterre explique qu'il est possible de prouver la culpabilité d'une sorcière en la piquant, ou bien en la jetant à l'eau (ordalie par la piqûre, par l'eau froide) : si la piqûre ne saigne pas ou si la femme remonte à la surface de l'eau après y avoir été précipitée, la sorcière est reconnue coupable. Dans les pays catholiques, c'est un retour complet au « jugement de Dieu », qui avait été remplacé par les tribunaux d'Inquisition organisés avec juges, défenseur, et consigne des minutes du procès.

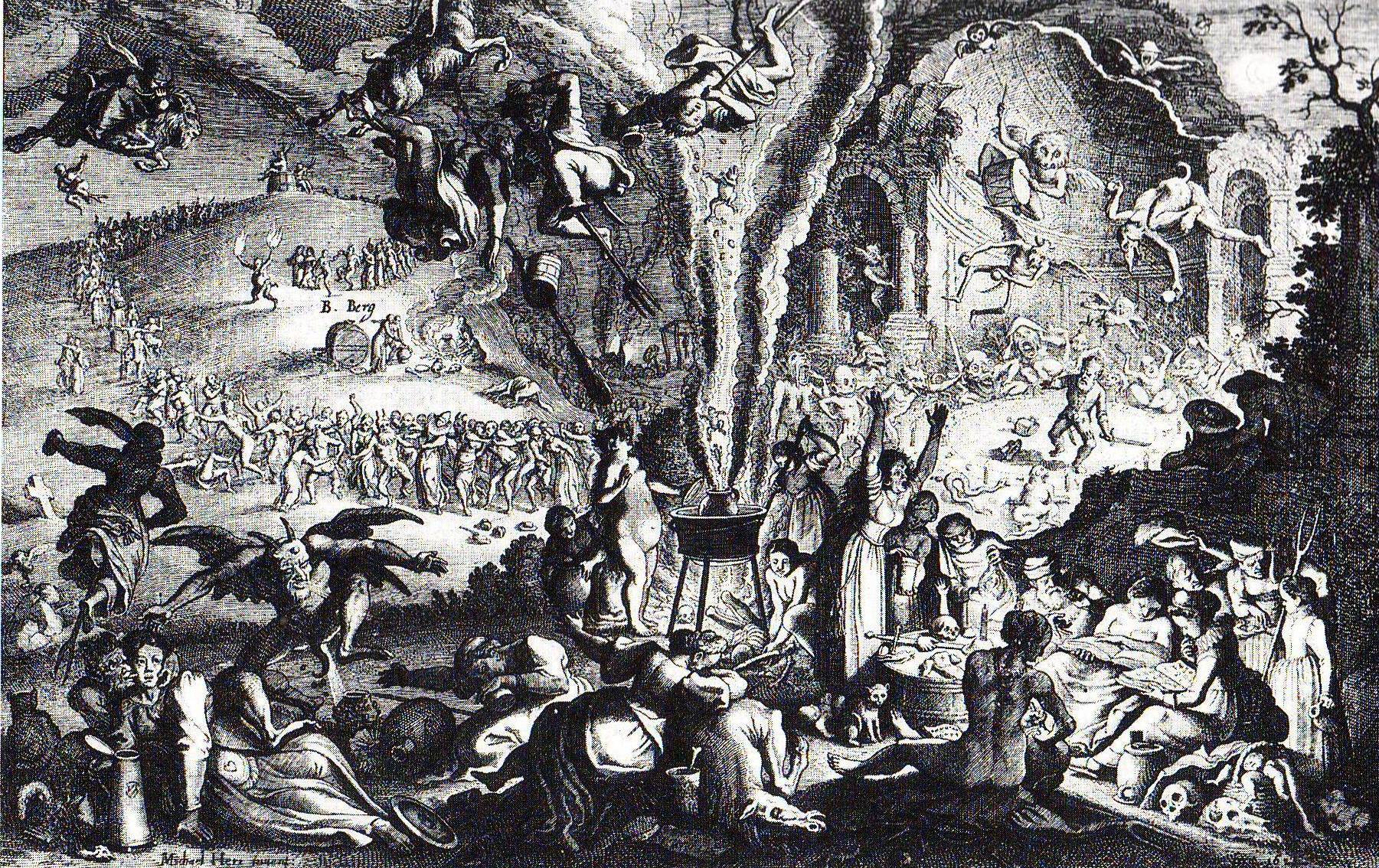
« Les sabbats des sorcières sur le Brocken », (de) M. Herr, 1650

En 1580, le théoricien français Jean Bodin publie un traité sur la démonomanie des sorciers. Cet ouvrage a eu selon l'historien Robert Muchembled, beaucoup d'influences sur la réalisation des bûchers car J.Bodin voulait que les crimes de sorcellerie soient jugés par les juges laïcs, ce qui a eu pour conséquence l'augmentation du nombre de bûchers. En réalité, l'ouvrage de Jean Bodin, quoique très populaire et réédité plusieurs fois, n'a jamais vraiment convaincu les autorités civiles, notamment le Parlement de Paris : celui-ci souhaitait conserver sa prudence et ne donna son aval que pour l'exécution d'une centaine de sorcières en un siècle, cherchant surtout à empêcher les persécutions locales massives en punissant leurs responsables de mort ou de galères. Les autorités civiles ont en effet tenté de juguler à toute force la chasse aux sorcières, dont le ressort principal se trouvait surtout dans la vindicte populaire.
Grâce à la multiplication du processus d'imprimerie, 30 000 exemplaires du Marteau des sorcières ont été mis en circulation jusqu'à la dernière édition publié en 1669. D’autres traités sur la sorcellerie sont publiés. En 1563, Jean Wier, médecin à la cour de Clèves, désireux de tempérer les premiers persécuteurs, considère les sorcières comme de simples esprits égarés, ce que Montaigne sous-entend aussi dans la réédition de ses essais de 1588. Il conseille de soigner ces femmes à l'ellébore, comme des folles.
Les « chasses aux sorcières » connaissent deux vagues : la première de 1480 à 1520 environ, puis la seconde de 1560 à 1650. Mais, dès les années 1400-1450, le portrait de ce qui deviendra une « image d’Épinal » par la suite se dessine et les dernières persécutions se terminent vers la fin du XVII.
Parallèlement à ces répressions se développe une littérature inquisitoriale (près de 2000 œuvres) dénonçant les pouvoirs maléfiques des sorcières, dangereuses car elles « sont encore plus exécrables en ce qu'elles apprennent de la bouche de Satan mesme ce que les magiciens apprennent dans les livres ». Parmi ces œuvres figure Le Marteau des sorcières.
L'historien Brian P. Levack (en) estime qu’environ 110 000 procès pour crimes de sorcellerie eurent lieu en Europe en cinq siècles. Historiens et chercheurs estiment aujourd’hui le nombre de leurs victimes entre 50 et 100 000 sur les deux siècles où tant les tribunaux de l’Inquisition que ceux de la Réforme les conduisent au bûcher. Un chiffre élevé en proportion de la population européenne de l’époque (de l'ordre de 80 millions d’habitants au XVIe siècle, Russie comprise). Anne Barstow, professeur d'histoire à l'université, estime que 80 % des accusés sont des femmes et 85% des condamnés sont également des femmes : Claude Seignolle donne des chiffres similaires. Les hommes qui sont accusés de sorcellerie sont pour la plupart en lien avec des femmes accusées. 
Le même Claude Seignolle résume : « Satan eut ses prêtres : ce furent les sorciers. Il eut surtout ses prêtresses : les sorcières ; et c'est encore par une conséquence de la plus implacable logique que, les hommes étant seuls admis au service du Seigneur, les femmes, qui en étaient exclues, allèrent en plus grand nombre vers son rival obscur, qui les accueillait de préférence. On a dit qu'il y avait mille sorcières pour un sorcier ; c'est là une exagération manifeste, mais il est certain que la proportion des femmes, dans la foule qui se pressait à l'adoration du Bouc, l'emportait beaucoup sur celle des hommes. ».

#### Qui sont ces sorcières?

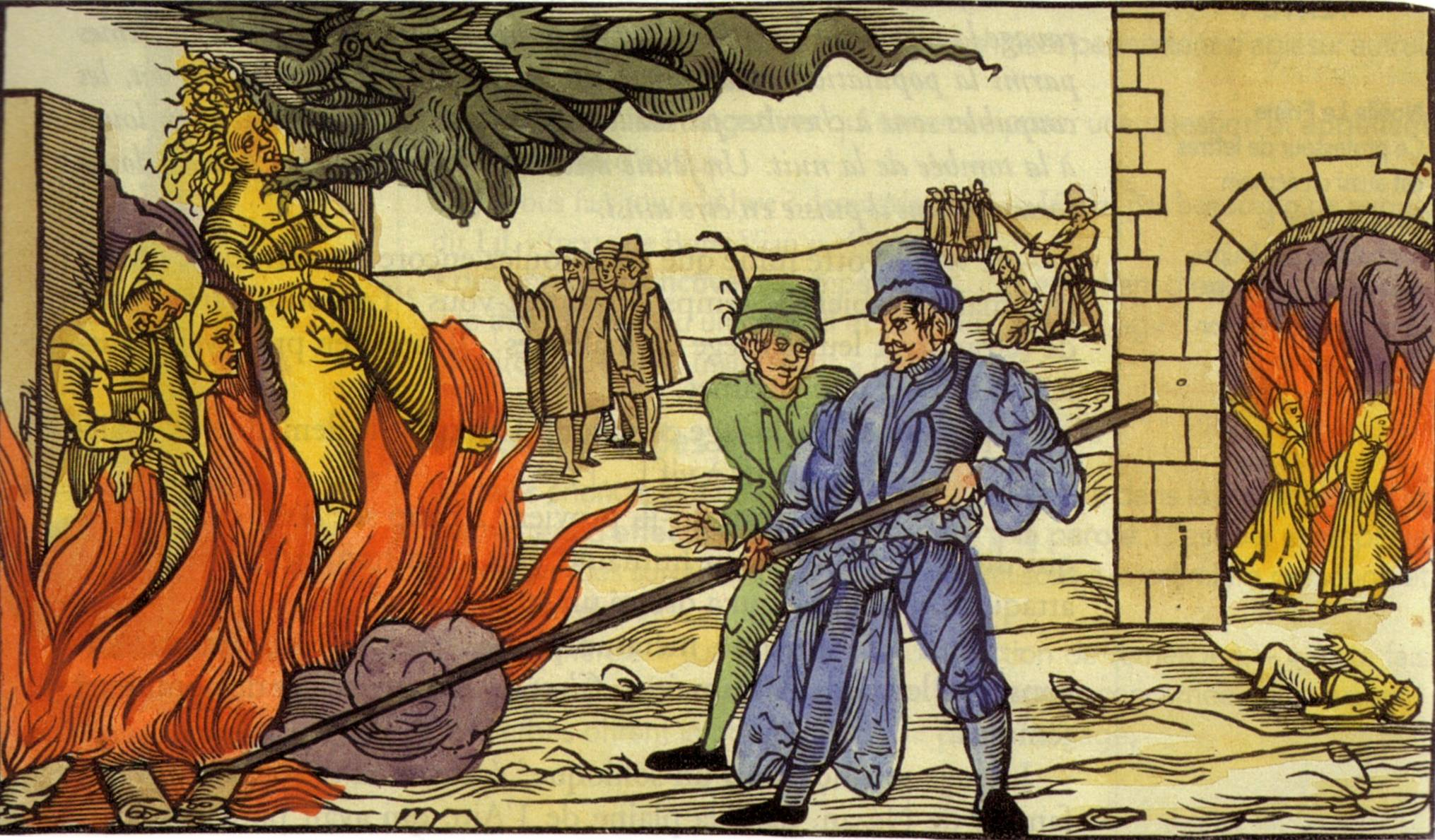
Scène de l'Inquisition : sorcières au bûcher

Ces femmes (et quelquefois leurs enfants, surtout s’il s’agissait de filles) appartenaient le plus souvent aux classes populaires. Une toute petite minorité d’entre elles pouvait être considérée comme étant d’authentiques criminelles (ce fut le cas de la Voisin, sous Louis XIV, par exemple) coupables d’homicide, ou de malades mentales.
De nombreux mythes ont circulé sur les sorcières, notamment inspirés par l'image de magiciennes détentrices d'une connaissance mystérieuse largement diffusés dans les arts et la littérature : dès la seconde moitié du xviiie siècle, la figure de la sorcière est réhabilitée par le roman gothique, qui la charge d'une aura de mystère fascinante. De là vient qu'on associe parfois les sorcières à un rôle de sages-femmes ou de guérisseuses dépositaires d'un savoir ancestral pour lequel elles auraient été persécutées. Ces pratiques étaient toutefois très minoritaires parmi les personnes accusées de sorcellerie et leur ont en réalité été attribuées sans preuve par les écrivains romantiques du xixe siècle. La diffusion d'ouvrages présentés comme historiques mais en réalité purement fictifs, comme La Sorcière de Jules Michelet (où sont notamment inventées les prétendues « millions de victimes » de l'Inquisition), a participé à donner du crédit à ces idées, plus tard reprises par les féministes du xxe siècle pour construire la figure politique, quoique non historique, de la sorcière comme modèle de la femme rebelle et émancipée.

#### Comment les reconnaître?

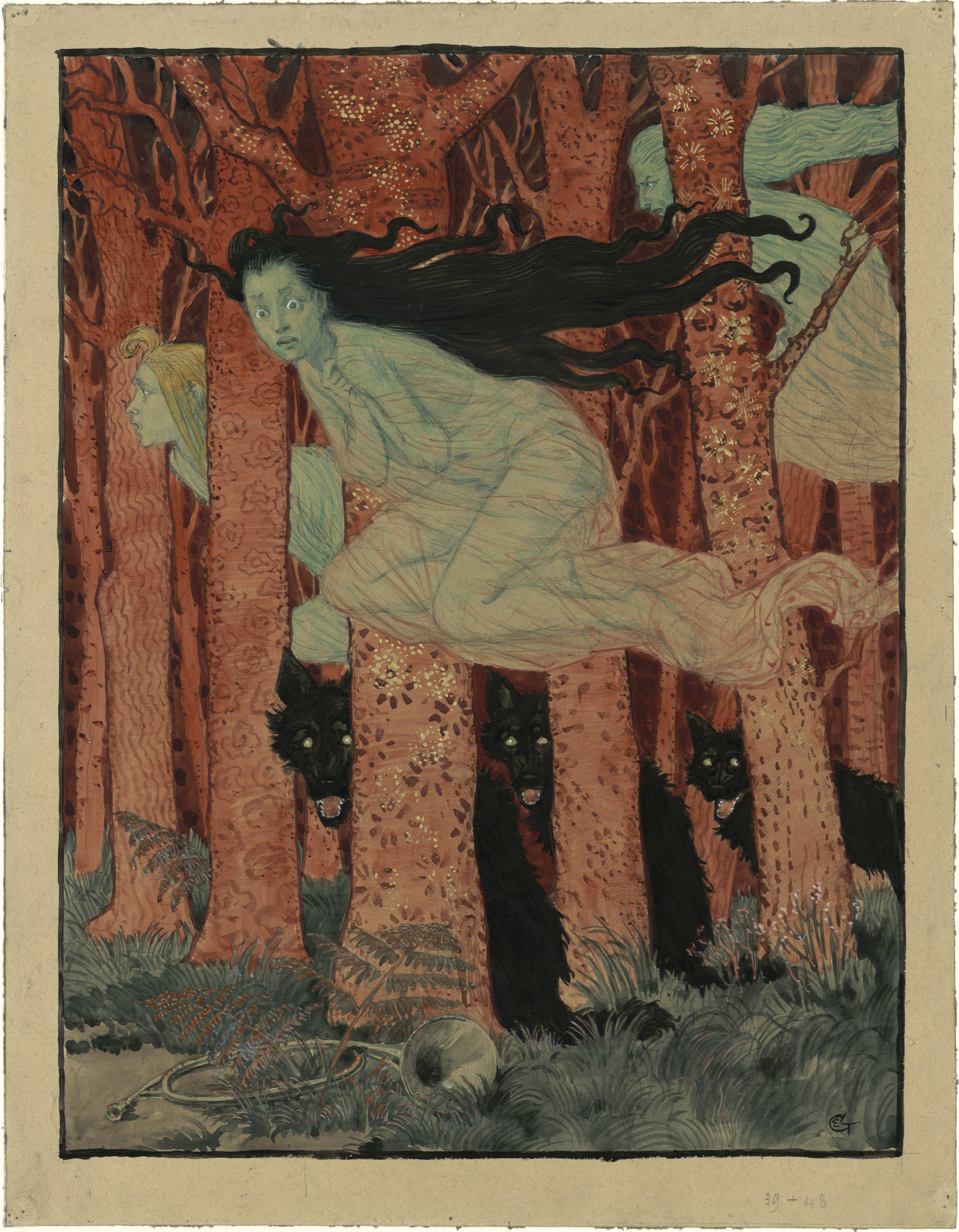
Trois femmes et trois loups, aquarelle d'Eugène Grasset, vers 1900

Une femme suspectée d'être une sorcière était interrogée de plusieurs manières, la torture était largement utilisée lors de ces interrogatoires. On raconte qu'un des moyens également pour savoir si une femme était une sorcière consistait à la jeter nue à l’eau, les mains et pieds attachés ensemble pour l’empêcher de surnager. Une sorcière étant — en théorie — plus légère que l’eau, si elle flottait, elle était aussitôt repêchée et brûlée vive. Si elle se noyait, c’est qu’elle était morte innocente[réf. nécessaire]. H.P. Duer, professeur d’ethnologie allemand, dans son ouvrage Nudité et pudeur, estime que cette pratique, si choquante par l’exhibition qu’elle provoquait, fut peu utilisée. En réalité, la diffusion de ces images de torture est en grande partie due à l'iconographie de l'époque, plus illustrative que réellement descriptive, mais reprise par l'imaginaire romantique et gothique du xixe siècle, puis par le folklore féministe du xxe siècle.
Les femmes des classes privilégiées échappèrent aux persécutions, même si le scandale éclaboussa parfois la Cour, comme ce fut le cas lors de l’affaire des poisons.

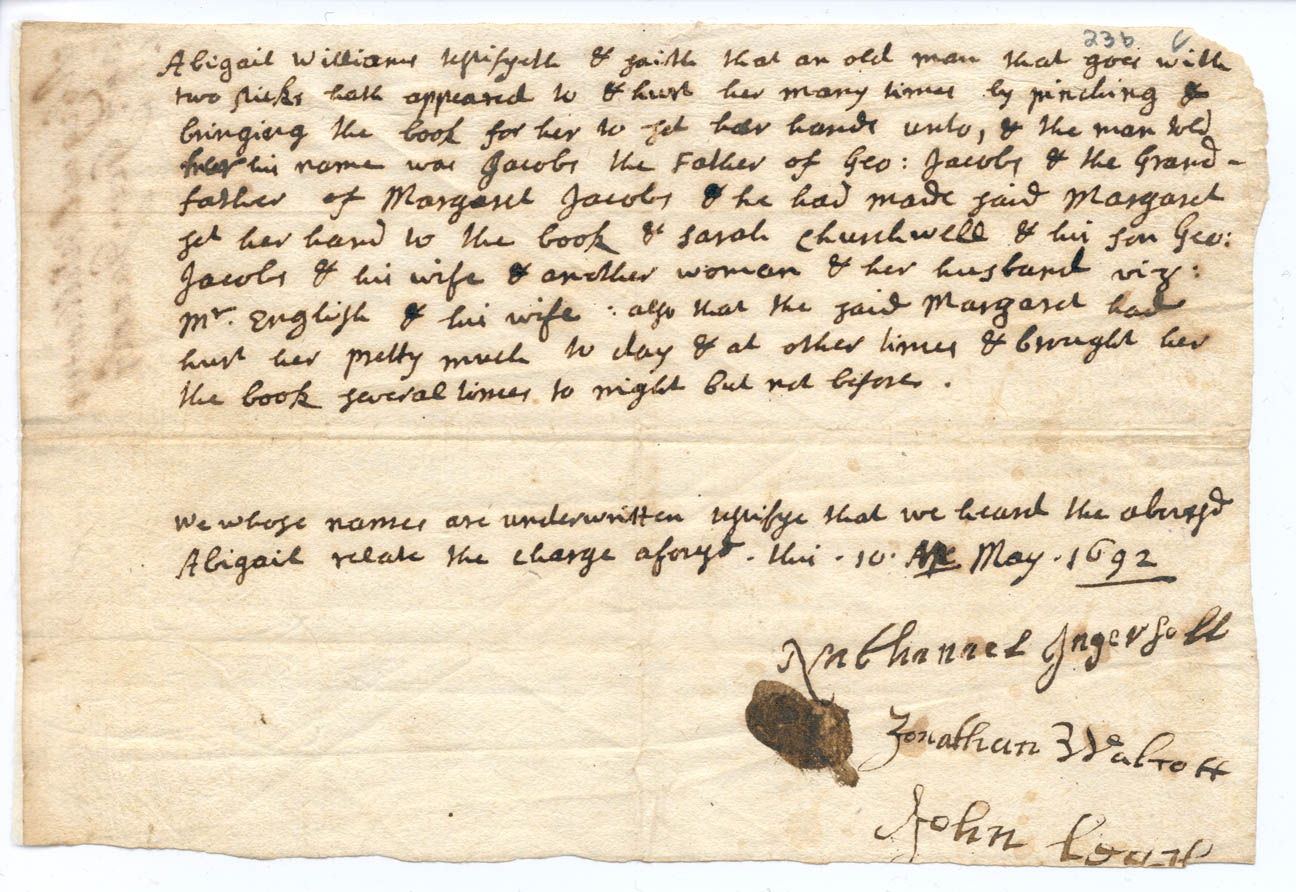
Déposition d'Abigail Williams contre Georges Jakobs, procès des sorcières de Salem, 1692

#### Fin des persécutions en Occident
C'est seulement à partir de la fin du XVIIe siècle que l'on assiste à la fin de ce phénomène en Occident. Le pasteur allemand Anton Praetorius de l’Église réformée de Jean Calvin édita en 1602 le livre De l’étude approfondie de la sorcellerie et des sorciers (Von Zauberey und Zauberern Gründlicher Bericht) contre la persécution aux sorcières et contre la torture. En France, Louis XIV remplace les exécutions à mort par des bannissements à vie.
Aux États-Unis, le juge, ainsi que tous les membres du jury du Massachusetts signe un repentir public faisant suite à l'affaire des sorcières de Salem : « Nous vous demandons à tous pardon du fond du cœur, vous que nous avons injustement offensés, et déclarons, selon notre conscience présente, que pour rien au monde aucun de nous ne ferait à nouveau de telles choses pour de telles raisons ». 
En Angleterre, la loi contre la sorcellerie fut définitivement abolie en 1736, ce qui n'empêcha pas la pendaison de la dernière sorcière anglaise en 1808. Les dernières sorcières exécutées le sont à la fin du XVIIIe siècle et au début du XIXe siècle, telle Anna Göldin dans le canton de Glaris de la Suisse protestante en 1782, ou en 1793 en Pologne. En France à Bournel, une femme accusée de sorcellerie fut brûlée par des paysans le 28 juillet 1826, une autre en 1856, fut jetée dans un four à Camalès.

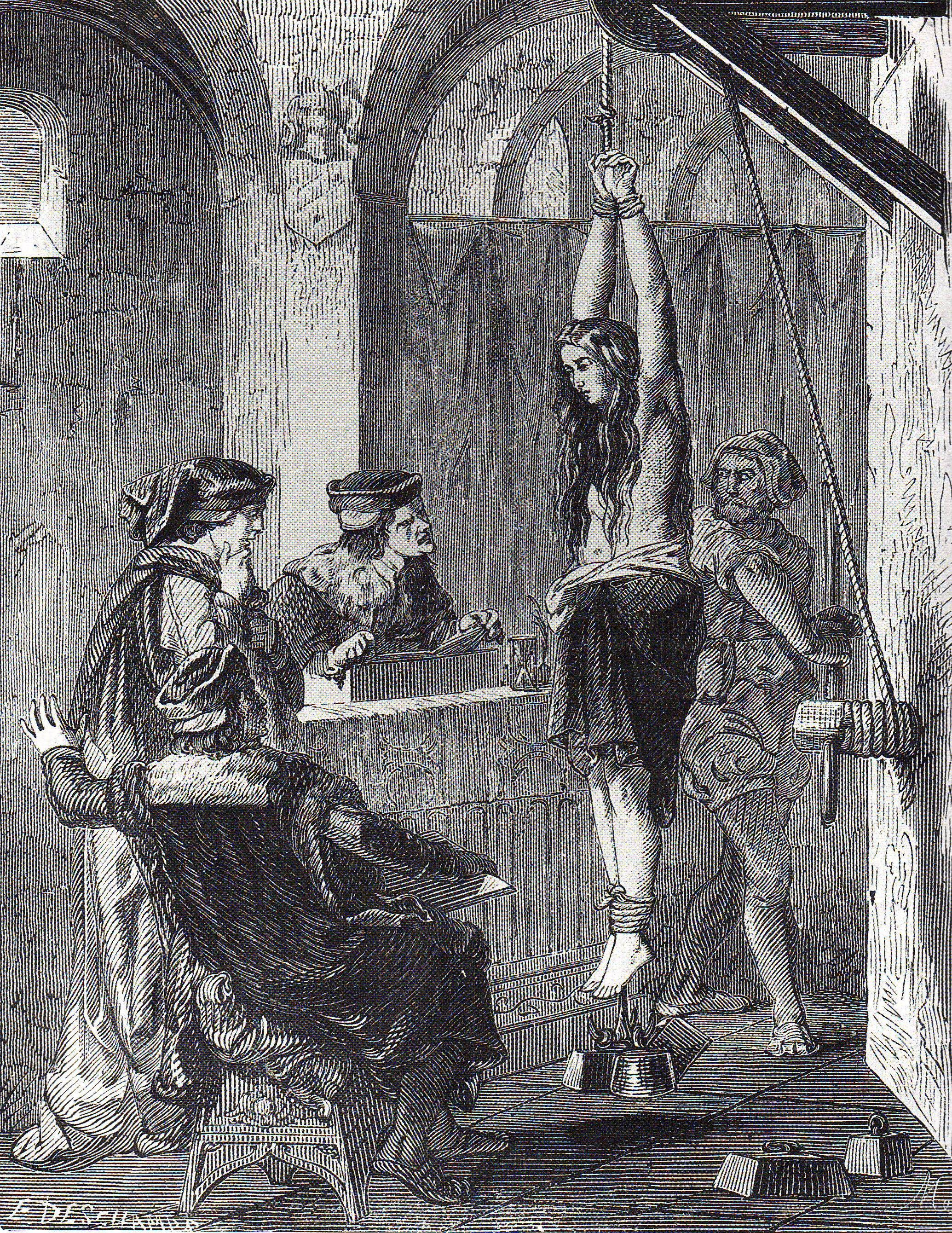
Femme accusée de sorcellerie et torturée, gravure française du XIXe siècle
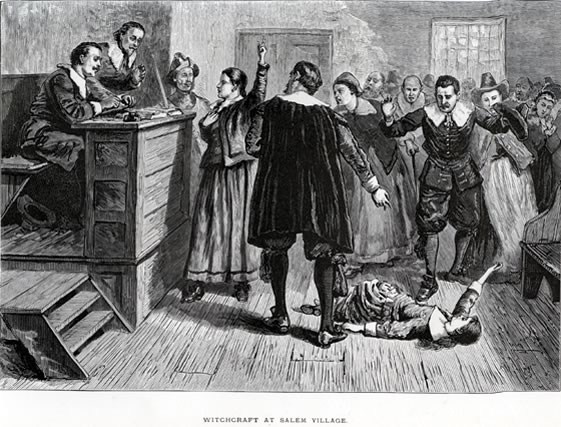
Scène du procès des sorcières de Salem, William A. Crafts, gravure de 1876

#### Persistance des ordalies
Le phénomène se poursuit dans différentes régions jusque dans la première moitié du XXe siècle, notamment en Inde (utilisation du sringa et de l'arsenic) ou chez les Hébreux et les Grecs, où survit la pratique de l'ordalie par le poison (si le sorcier ou la sorcière sont coupables, ils tombent malades ou meurent, s'ils ne réagissent pas, ils sont innocentés et le poison violent est éliminé par vomissement ou miction), ou en Afrique où se pratique sur les sorciers l'ordalie par le poison et par l'eau ou l'huile bouillante, et ce jusque dans la seconde moitié du XXe siècle.

### Antisémitisme
| |  |  |
| Comparaison des représentations d'une sorcière « contemporaine » à gauche et de Juifs allemands (portant le judenhut médiéval) à droite. |  |  |

Les sorcières nourrissent l’imaginaire populaire mais elles permettent également d’évoquer la société moderne. La chasse aux sorcières, durant la Renaissance, sert de métaphore pour comprendre l’ordre social. C'est immédiatement après l'expulsion des Juifs d'Europe de l'Ouest que commence la chasse aux sorcières, accusées de posséder des caractéristiques physiques démoniaques inhérentes à leur état, tout comme l'étaient les Juifs. La coiffe juive médiévale, obligation imposée par le pape, devient le chapeau pointu traditionnel des sorcières. L'image de la vieille femme hideuse au nez crochu évoque aussi l'archétype fantasmé du Juifs malveillant, né en Angleterre au XIIe siècle et propagé lors des croisades. La sorcière, bouc émissaire de remplacement, cumule ainsi les caractéristiques attribuées aux Juifs et aux hérétiques,.
Le mot « sabbat » (de sorcières), désignant une cérémonie nocturne de sorcières, provient du mot « shabbat », désignant le jour hebdomadaire sacré de repos et de prières chez les Juifs (que suivent certains chrétiens fidèles au christianisme primitif, à travers le « sabbat » chrétien) et dont l'emploi figuré, étendu et dégradé est devenu abusif et malveillant dans un but de dénigrement, de mépris et de suspicion,.

### Réhabilitation anticléricale

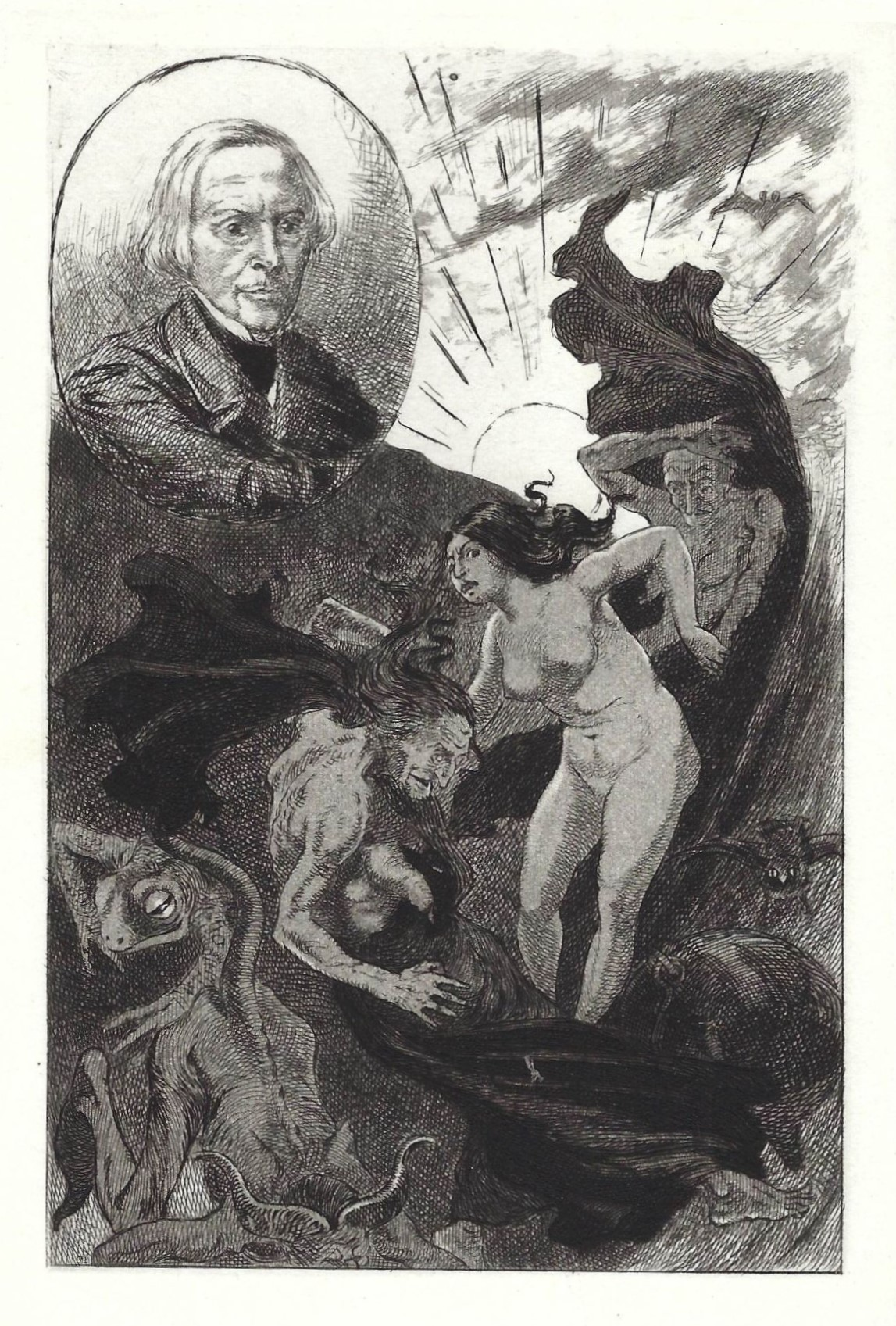
Illustration de Martin van Maele pour une édition de La Sorcière de Jules Michelet.

Le premier à réhabiliter les sorcières fut Jules Michelet qui leur consacra un livre en 1862. Il voulut ce livre comme un « hymne à la femme, bienfaisante et victime ». Michelet choisit de faire de la sorcière une révoltée en même temps qu'une victime et il réhabilite la sorcière à une époque où elle avait totalement disparu derrière l'image du diable. Dans ce livre, Michelet accuse l'Église d'avoir organisé cette chasse aux sorcières, pas seulement au Moyen Âge mais aussi au XVIIe siècle et au XVIIIe siècle. Le livre eut des difficultés à trouver un éditeur et provoqua un scandale. Michelet se défendit en présentant son livre comme un travail d'historien et non de romancier. Le bilan de ces chasses aux sorcières a d'ailleurs été une hécatombe en pays protestants avec notamment 25 000 victimes en Allemagne contre 1 300 victimes dans les très catholiques Espagne, Portugal et Italie rassemblées. Toutefois, Michelet ne leur reconnaît pas véritablement le droit à l'émancipation. Il faut attendre les mouvements féministes des années 1970 pour voir apparaître le thème sous un jour positif. Les représentantes de ces mouvements s'en sont emparé et l'ont revendiqué comme symbole de leur combat.

### Les sorcières: héritières d'un matriarcat originel?
Un tournant particulier eut lieu au début du XXe siècle lorsque l'égyptologue Margaret Murray soutint dans The Witch-Cult in Western Europe (1926) que les assemblées décrites par les accusées des procès en sorcellerie seraient issues de rites réels et que la sorcellerie serait en fait une religion très ancienne, un culte préchrétien de la fertilité que les juges du Moyen Âge et de l'époque moderne réduisaient à une simple perversion diabolique qu'ils ne comprenaient en réalité pas. Margaret Murray s'inspirait en cela des thèses émises dans Le Rameau d'or (1911) de Sir James Frazer. Si presque tous les historiens de la sorcellerie s'accordent aujourd'hui sur le fait que les travaux de Murray sont non scientifiques et fondés sur une manipulation volontaire des documents, ils eurent à l'époque une large diffusion puisque ce fut à Murray que fut confiée la rédaction de l'article « Witchcraft » de l'Encyclopædia Britannica.

## Sorcière et féminisme

### À l'époque des suffragettes

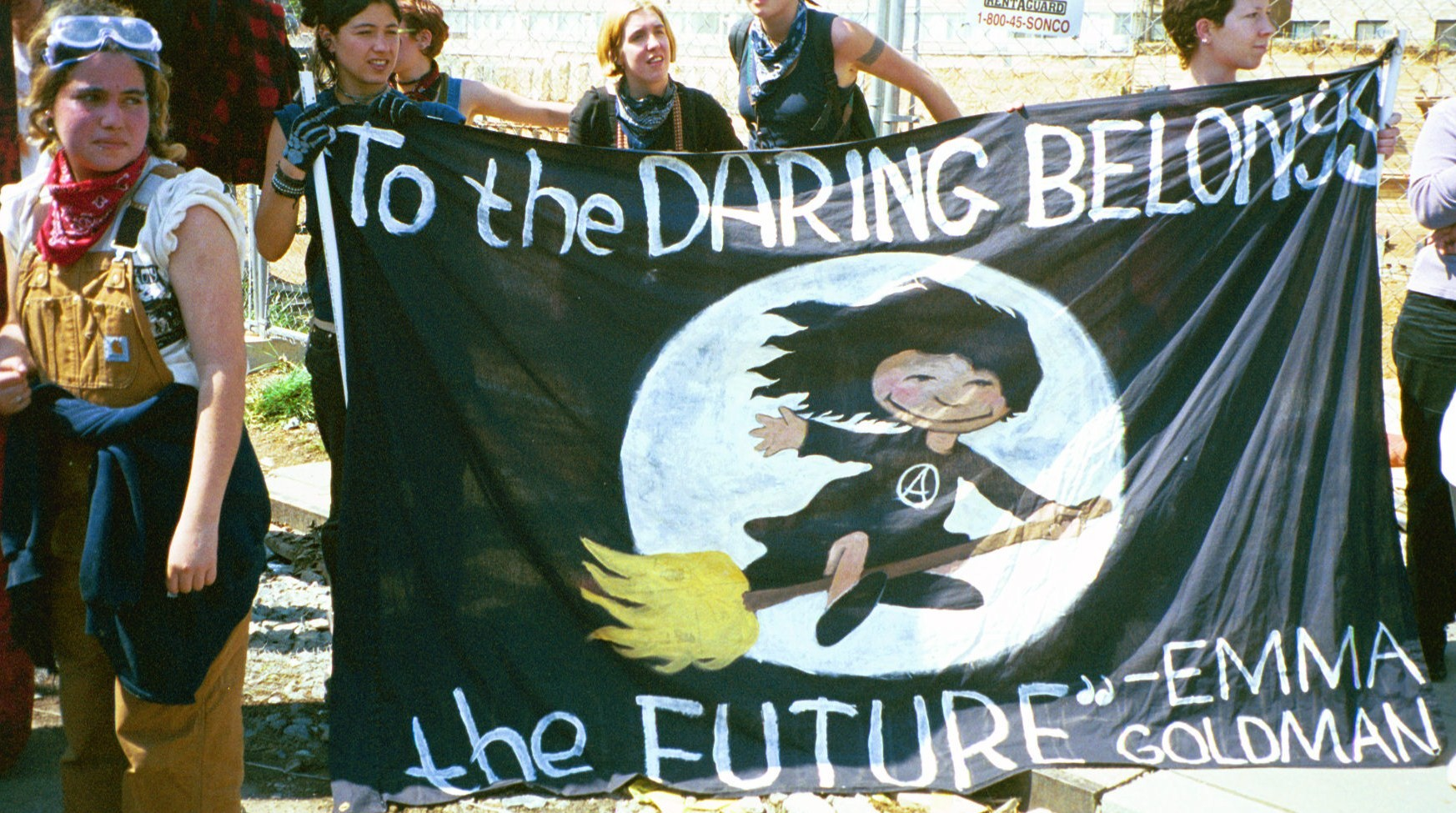
Manifestation de féministes anarchistes, se réclamant d'Emma Goldman, 2000.

La première féministe à utiliser l’histoire des sorcières et à revendiquer elle-même ce titre a été l’Américaine Matilda Joslyn Gage (1826-1898), qui militait pour le droit de vote des femmes, mais aussi pour les droits des Amérindiens et l’abolition de l’esclavage. Dans Femme, Église, État (1893), elle propose une lecture féministe de la chasse aux sorcières en proposant de remplacer le mot « sorcière » par le mot « femme » pour mieux se rendre compte de l'étendue du phénomène : « Quand, au lieu de « sorcières », on choisit de lire « femmes », on gagne une meilleure compréhension des cruautés infligées par l’Église à cette portion de l’humanité. ». L'ouvrage invente notamment « neuf millions de personnes » prétendument tuées pour sorcellerie, chiffre totalement fantaisiste et non documenté, qu'on sait aujourd'hui surestimer d'un facteur 150 le nombre réel de sorcières exécutées (aux alentours de 60 000). Par ailleurs, l'idée d'un matriarcat originel défendu par Gage est aujourd'hui considérée comme un pur et simple mythe : il s'agit donc ici d'une récupération politique de la notion de sorcière, entièrement vidée de sa réalité historique pour s'appliquer au contexte militant particulier qu'est celui de la fin du xixe siècle.

### Dans le cadre de l'ère de la libération sexuelle
La sorcière, pour différents courants féministes de la seconde vague, devient un symbole de revendications. En 1968, le jour de Halloween, apparaît à New York le mouvement Women's International Terrorist Conspiracy from Hell (Conspiration féministe international venue de l'enfer, WITCH) dont les membres défilèrent dans Wall Street, devant la Bourse, en dansant la sarabande, main dans la main, vêtues de capes noires. L'une d'entre elles, Robin Morgan, raconte ce moment quelques années plus tard dans « WITCH hexes Wall Street » tiré de Going Too Far, The personal Chronicle of a Feminist : « Les yeux fermés, la tête baissée, les femmes entonnèrent un chant berbère (sacré aux yeux des sorcières algériennes) et proclamèrent l’effondrement imminent des diverses actions. Quelques heures plus tard, le marché clôtura en baisse d’un point et demi, et le lendemain, il chuta de cinq points ».
Plusieurs groupes féministes des années 1970 ne tardent pas à suivre le mouvement et à revendiquer cette identité : « nous sommes les petites-filles des sorcières que vous n'avez pas réussi à brûler », dit un slogan féministe célèbre. De même qu'un mouvement similaire, qui apparaît en Italie à la même période, prône à son tour « Tremblez, tremblez, les sorcières sont revenues ! » (Tremate, tremate, le streghe son tornate !). En France, la revue Sorcières paraît de 1976 à 1981 sous la direction de Xavière Gauthier, revue à laquelle collaborèrent Hélène Cixous, Marguerite Duras, Luce Irigaray, Julia Kristeva, Nancy Houston ou encore Annie Leclerc. Et plus tard, à l'occasion du rassemblement du 12 septembre 2017 contre la réforme du code du travail, des membres du « Witch Bloc Paname », un collectif de « sorcières » (witch en anglais) ont défilé avec des banderoles « Macron au chaudron » tandis qu’elles manifestaient en tenues noires et chapeaux pointus. La même année, en février 2017, un groupe de sorcières auxquelles s’est jointe la chanteuse Lana Del Rey se donnait rendez-vous au pied de la Trump Tower à New-York afin de provoquer la destitution du président.

### À l'ère de l'empowermentféminin
Dès lors, l'image de la sorcière a été utilisée comme une figure de revendication, de résistance et de libération, ainsi qu'un symbole de lutte face aux oppressions et aux dominations misogynes. Il en a résulté une génération d'ouvrages, commençant par Caliban et la sorcière de Silvia Federici, dont les analyses ont été reprises et popularisées dans d'autres pays par des auteures féministes comme Starhawk ou en France Mona Chollet, dans Sorcières la puissance invaincue des femmes paru en 2018 dans lequel elle propose un tour d'horizon critique des différentes perceptions et réappropriations de la figure de la sorcière. Pour l'autrice, comme pour beaucoup d'autres auteurs et critiques sur lesquels elle s'appuie (jusqu'à l'historien romantique Jules Michelet), la sorcière est fortement mêlée au féminisme et à l’empowerment politique qui implique la critique des systèmes d’oppression, ce qu'illustrent plus ou moins directement plusieurs œuvres littéraires contemporaines.
Ce lien entre sorcière et engagement politique a également été fait par les détracteurs du féminisme. Mona Chollet, dans l’introduction de son essai, cite le télévangéliste Pat Robertson, qui déclara dans une lettre de 1992 : « Le féminisme encourage les femmes à quitter leurs maris, à tuer leurs enfants, à pratiquer la sorcellerie, à détruire le capitalisme et à devenir lesbiennes ». La réaction, comme le rappelle Mona Chollet, se manifeste par une sorte d’élan d’adhésion assez immédiat et tout aussi peu nuancé qu'elle traduit par : « Où-est-ce qu’on signe ? ».
Les sorcières incarnent, pour ces auteures féministes, la liberté contre la vigilance et le contrôle du mari, et donc une figure de l'émancipation des femmes (c'était par exemple la base de l'intrigue de la série Ma Sorcière bien-aimée). Il faut rappeler que les premières chasses aux sorcières avaient pour motif de traquer les avorteuses en les condamnant pour sorcellerie. C'est donc assez naturellement que la sorcière devient une figure emblématique des luttes pour le droit à l'avortement. Les mouvements féministes combattent la stigmatisation des femmes sans enfant, ces femmes qui menacent de devenir des « vieilles femmes à chats » pour reprendre une expression populaire qu'on peut relier à l’imaginaire de la sorcière en femme âgée, seule et toujours accompagnée de son animal familier. Néanmoins, ils n’obligent pas non plus à refuser la maternité. Les féministes insistent sur le libre choix individuel, à l'image du « Un enfant si je veux, quand je veux » que scandaient les manifestantes pour le droit à l’avortement au moment des mouvements de libération des femmes.
La sorcière devient également un symbole de vieillesse assumée selon Mona Chollet. En effet, l’image de la sorcière aux cheveux grisonnants révèlent la peur du changement physique et une crainte de l’expérience liée au vécu des femmes âgées, l'âgisme étant dans notre société une pratique très courante. L’âge et le vieillissement des femmes restent un sujet tabou encore sujet à la dévalorisation. Les médias et la presse féminine s'appliquent à montrer des femmes jeunes, au visage lisse et au corps ferme tout en omettant de mentionner les femmes plus âgées ou expérimentées. La peur de vieillir reste une inégalité entre hommes et femmes observe Mona Chollet dans son essai : « Un homme n’est jamais disqualifié sur le plan amoureux et sexuel du fait de son âge et, lorsqu’il commence à présenter des signes de vieillissement, il ne suscite ni les mêmes regards apitoyés ni la même répulsion ». Or la sorcière est une figure qui, même représentée laide et vieille, reste puissante, crainte et détentrice d'un savoir particulier. Et si, avec la sorcière, l'accent n'est pas nécessairement mis sur la beauté, il n'en reste pas moins un symbole de valorisation de l'expérience et du savoir. Il en vient même à se détacher de cet impératif de la beauté au profit justement de connaissances plus profondes.
Dans cette hybridation entre sorcière et féminisme, il ne s'agit plus de se référer à un imaginaire populaire aussi fantastique qu'inquiétant pour le projeter dans la sphère politique. Il revient de prendre la sorcière comme l'incarnation de la femme qui refuse la soumission aux normes et aux contraintes sociales, comme un modèle de femme marginalisée ou exclue pour son mode de vie et de sa résistance face à cela. La sorcière est réinterprétée ainsi comme une figure de dissidence, dont se sont inspirés et dont s’inspirent encore les mouvements féministes. Symbole d'une autonomie féminine affranchie des normes, elle a été un objet de haine pour les représentants de l’ordre patriarcal, en témoigne le fait que le terme reste encore une insulte misogyne.
Toutefois, certains universitaires spécialistes du Moyen Âge invitent à ne pas caricaturer l'Histoire, les histoires de chasse aux sorcières ayant parfois été exagérées par les auteurs récents : les procès pour sorcelleries ont été rarissimes au Moyen Âge et sont plutôt associés à une période allant du xve au xviie siècle (avant le xve siècle, le procès en sorcellerie, plus rares, visaient plutôt des hommes). De même, ces procès étaient longs et coûteux et la torture était règlementée et pas systématique, de même que le bûcher.[Interprétation personnelle ?] Ainsi, de nombreuses sorcières ont pu se défendre de manière tout à fait équitable et gagner leur procès (un cas ancien bien documenté étant Casine la Mâtine, en 1407).

### Critiques de la figure féministe de la sorcière

#### Véracité historique
(novembre 2024).
Certaines auteurs féministes comme Michelle Zancarini-Fournel considèrent également que le modèle de la sorcière n'a en réalité pas grand-chose de féministe et constitue une figure d'identification trompeuse pour les jeunes féministes contemporaines.
Selon l'historienne Alison Rowlands spécialiste de la chasse aux sorcières :

« les interprétations féministes les plus radicales de la chasse aux sorcières ont émergé dans un contexte d'activisme politique féministe hors de la sphère académique, et étaient par conséquent polémiques et historiquement imprécis. [Les historiens] critiquent le présupposé des féministes radicales selon lequel les chasses aux sorcières étaient des “chasses aux femmes”, la sur-dépendance de leur analyse au manuel de démonologie Le marteau des sorcières (Malleus Maleficarum), leur réticence à travailler sur les archives des procès de sorcières, et leur usage anhistorique des termes “misogynie” et “patriarcat” qui minimise la spécificité historique de la culture et de la société de la Renaissance. »

— Alison Rowlands

#### Invisibilisation de mécanismes genrées
Plusieurs historiennes féministes spécialisées dans les procès pour sorcellerie telles que Lyndal Roper, Diane Purkiss (en) et Deborah Willis, dénoncent, dès les années 1990, comment la figure de la sorcière comme idéal féministe rend difficile la recherche sur les dynamiques de genre qui sous-tendent les dénonciations pour sorcelleries.

## La sorcière dans la culture populaire du

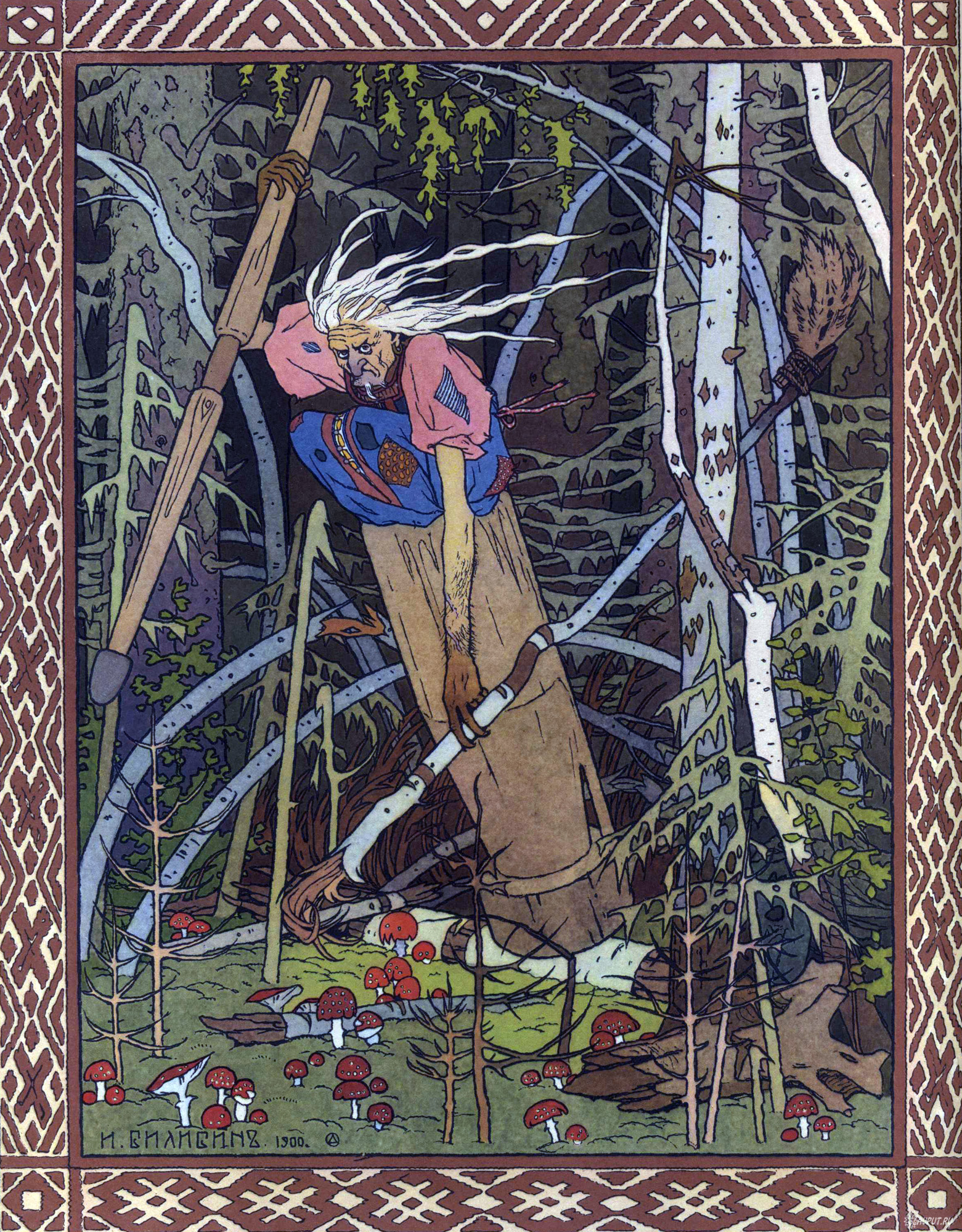
Dans les cultures mycophobes, les sorcières sont associées aux champignons à la réputation tout aussi sinistre, d'où les diverses appellations populaires (beurre et cœur de sorcière, ronds de sorcières, balai de sorcière…) Illustration du peintre Ivan Bilibin en 1900.

#### Idéal misogyne
Diane Purkiss (en) dénonce aussi la figure féministe de la sorcière en ce qu'elle sous-tend un idéal qu'elle juge profondément anti-féministe. En particulier, pour elle, le mythe d'un matriarcat perdu dévalue le pouvoir des femmes en le présentant comme contradictoire avec la technologie, la modernité et la civilisation, plutôt que de l'inscrire dans les réalités du présent et du futur ; en parallèle, le développement d'une religion réinventée relègue les femmes aux marges alors que le féminisme devrait au contraire viser à leur permettre d'occuper l'espace public,.

## La sorcière dans la culture populaire duXIXeauXXIesiècle

### La femme fatale

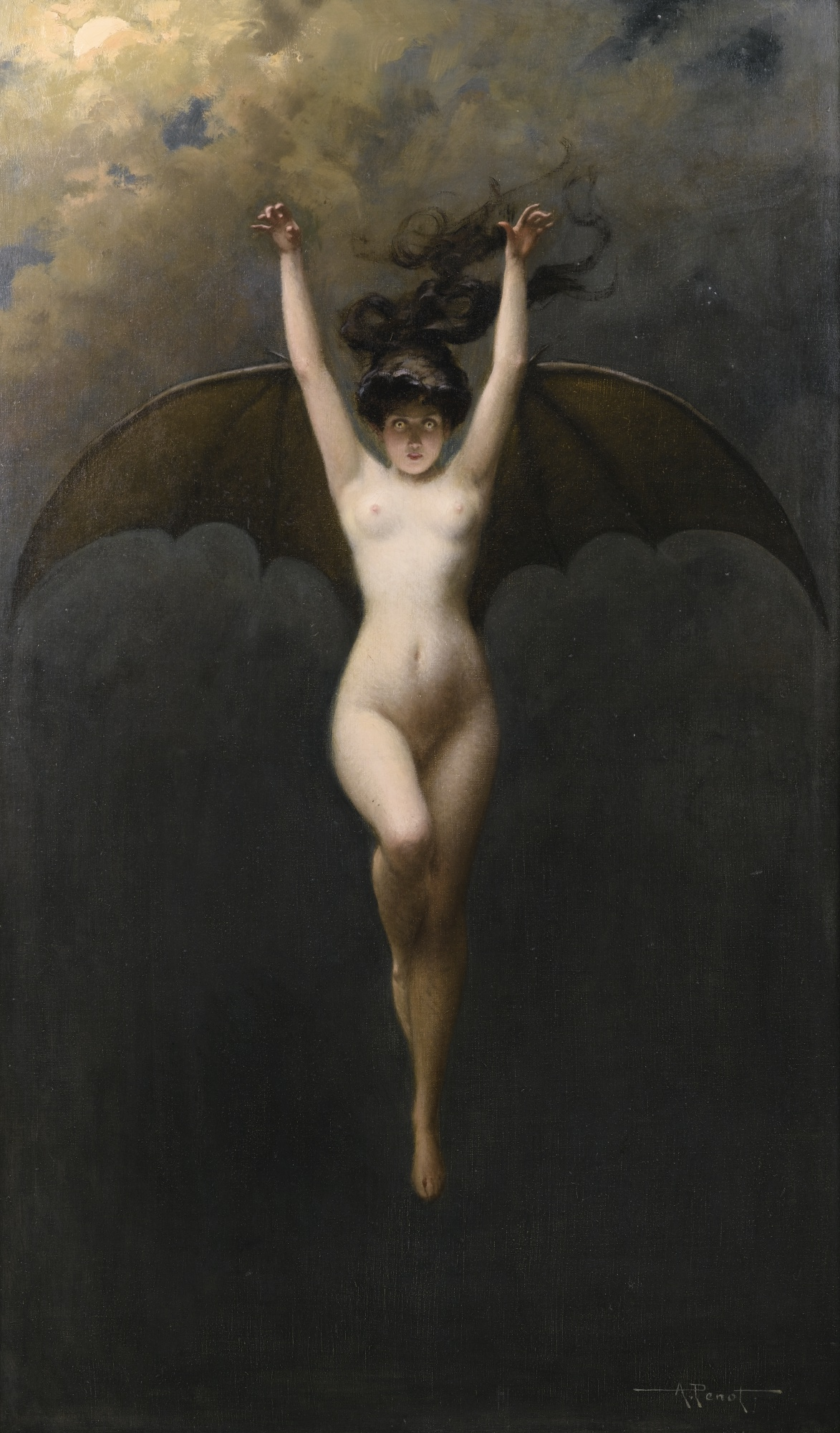
La Femme Chauve-Souris, toile d'Albert Joseph Pénot, vers 1890.

Dans son ouvrage Cette femme qu’ils disent fatale publié chez Grasset en 1993, Mireille Dottin-Orsini pose un regard critique sur les représentations iconographiques et littéraires qui prennent la femme pour modèle durant le XIXe et le XXe siècle. Pour Michelle Dottin-Orsini la femme « fatale », c’est celle qui est déterminée d’avance, marquée par le destin. Et pas par n’importe quel destin, un destin construit et érigé par le désir masculin. Ce « ils » dont il est question dès le titre est un « ils » englobant qui désigne les artistes, plus généralement les hommes, qui sont à l’origine de ces représentations qui enferment les femmes. Si dans son ouvrage elle n'aborde pas la figure de la sorcière de façon spécifique (lui préférant le portrait en vampire), elle rend compte de plusieurs idées clés qui s'appliquent tout aussi bien au modèle de la sorcière. En effet, si la femme est dite fatale pour Mireille Dottin-Orsini c’est à cause de sa beauté "mortelle", sa nature prétendument déviante, pernicieuse et cruelle ou alors pour sa froideur indifférente, presque frigide à l’égard des malheureux tombés sous son charme ou encore parce qu'elle est représentée comme un monstre.
Mireille Dottin-Orsini rappelle que dans cet imaginaire de la femme fatale celle-ci n’est pas seulement à prendre au sens de la femme qui tue, mais également au sens de celle qui répugne et dont l’immoralité contagieuse n’a d’égal que la bassesse et l’anormalité. Parallèle qui prend tout son sens avec l'imaginaire de la sorcière de la Renaissance dans la mesure où c'est à cette époque que celle-ci est perçue comme une assassine, une dévoreuse d'enfant, accusée de fornication avec Satan et de s'adonner à des pratiques sexuelles déviantes. La sorcière en tant que femme fatale devient celle qui envoûte, charme, et détourne l'homme du droit chemin. Elle devient, au même titre que l’enchanteresse, à la fois un fantasme et un objet de crainte.
La femme, et donc ici plus spécifiquement la sorcière, n’est dans l’art qu’en tant qu’effigie peinte ou écrite par le désir de l’homme, désir que l’autrice fait osciller entre deux tendances : tantôt celle de la célébration et de la fascination, tantôt celle de la condamnation et de la répulsion.

### La «bonne sorcière»

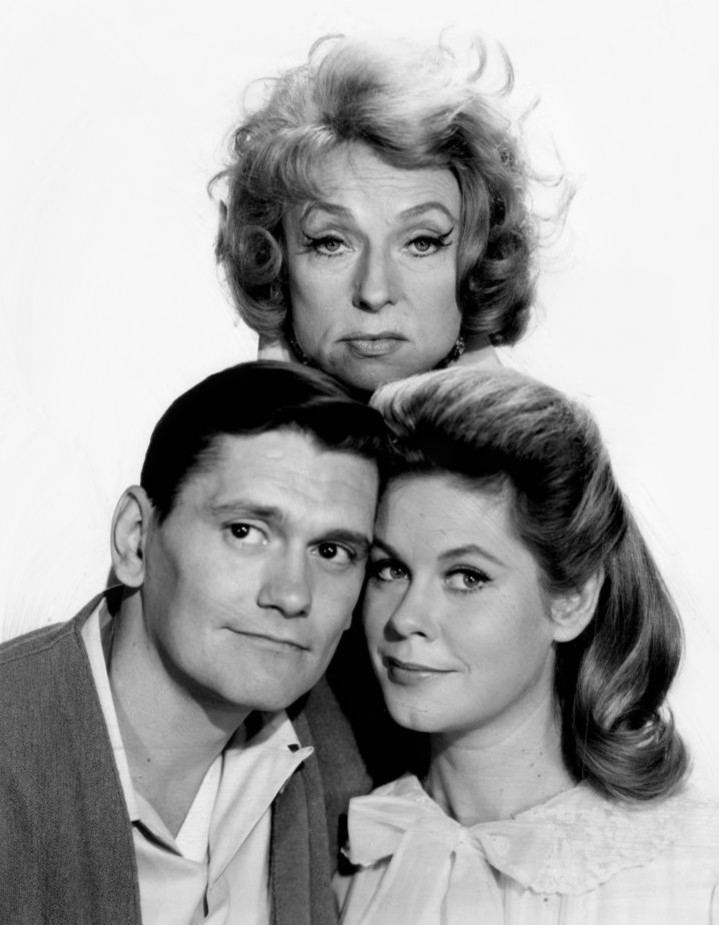
Le trio emblématique de la série télévisée américaine Ma sorcière bien-aimée, 1964.

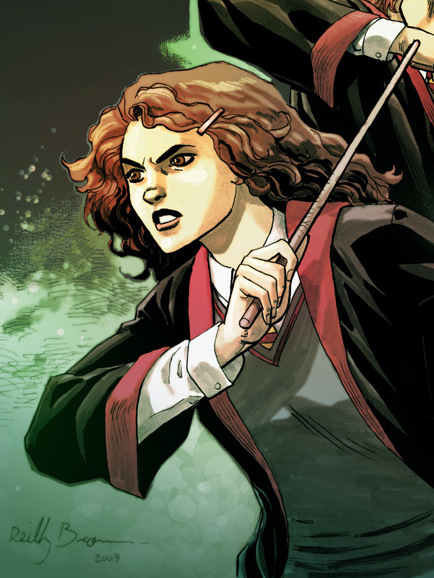
Représentation de la jeune sorcière Hermione Granger.

Pourtant à mesure que la sorcière se popularise elle quitte l'imaginaire mythique et religieux, se met à gagner les écrans et à s'intégrer dans les livres de fiction tout en se libérant du fantasme des artistes. Elle quitte l'immensité des statues de marbre, s'efface peu à peu des toiles et des peintures gigantesques pour gagner les écrans de télévision. La sorcière est alors montrée pour la première fois sous un jour plus favorable à travers de nombreuses œuvres de fiction, instaurant un nouveau mythe, celui de la « bonne sorcière ».
C'est en 1939 qu'apparaît au cinéma la première gentille sorcière, Glinda la Bonne (Glinda the Good) ou Glinda la Bonne Sorcière du Nord (the Good Witch of the North), dans l'adaptation cinématographique du Magicien d'Oz par Victor Flemming. Et si les méchantes sorcières continuent d'alimenter les contes populaires et les dessins animés, notamment chez Disney, le contre modèle de la gentille sorcière n'est pas en reste depuis le XXe siècle. Il suffit de se pencher sur l'extrême popularité de ces séries télévisées cultes pour la plupart comme Ma sorcière bien aimée diffusée entre 1964 et 1972 ou encore Sabrina l'apprentie sorcière premièrement diffusée entre 1996 et 2003 et plus récemment dans un reboot nommé Les nouvelles aventures de Sabrina proposé sur Netflix, tous deux librement adaptés de la série originale de comics Sabrina, l'apprentie sorcière publiée chez l'éditeur Archie Comics dès 1962.
On compte également parmi ces nouvelles bonnes sorcières le personnage de Willow Rosenberg, personnage fictif tiré de la série télévisée Buffy contre les vampires (1997-2001) et interprété par Alyson Hannigan. Mais aussi les sœurs Halliwell : Prudence, Piper, Phoebe ainsi que Paige Matthews, toutes présentes dans la série télévisée Charmed. Sans oublier Hermione Granger, personnage emblématique de la série littéraire de fantasy Harry Potter écrite par l'auteure britannique J. K. Rowling, et interprétée par Emma Watson dans les différentes adaptations cinématographiques. L'ouvrage de David Bauwens "Tout savoir sur la sorcière", à destination d'un public d'enfants, ajoute également les bonnes sorcières suivantes : Nanny McPhee, considérée comme « une gentille sorcière dont le métier est nounou », Gretchen, tirée de la série Zombilénium et dont le père n'est autre que Satan, Mary Poppins, encore une nounou dotée de pouvoirs magiques et, enfin, Maléfique qui, dans le film de Robert Stromberg, incarne une sorcière aimante mais trahie.

### La femme ordinaire
Ce qu'il y a de commun entre ces différentes représentations de bonnes sorcières c'est la nouveauté selon laquelle ces personnages ne prennent plus place du côté de la sorcière marginale et dangereuse. À présent, la sorcière est une femme ordinaire, elle vit parmi les citoyens, s'intègre, et surtout agit pour le bien d’autrui, comme les sœurs Halliwel qui luttent contre les forces du mal ou Hermione, sans qui Harry Potter et Ron Weasley n'auraient pas pu avancer dans leur aventure, et qui est d'ailleurs la seule de son groupe d'amis à être née de parents moldus (non sorciers). C'est un basculement important qui s’opère aux XXe et XXIe siècles puisque la sorcière se détache de cet imaginaire diabolique, néfaste et inquiétant pour s'incarner dans des femmes à l'apparence ordinaire, cherchant à mener une vie normale tout en répondant aux devoirs et aux responsabilités que représentent leurs pouvoirs. Le roman La Sorcière de Marie N'Diaye en est un autre exemple dans la mesure où Lucie, personnage principal, sorcière et mère de famille, est moins une sorcière puissante qu'une représentante ordinaire d'une certaine classe sociale tentant de s'arranger de son divorce, de trouver du travail et de mener une vie stable dans son voisinage.[réf. nécessaire]

## Pratiques attribuées

### Pacte avec le diable

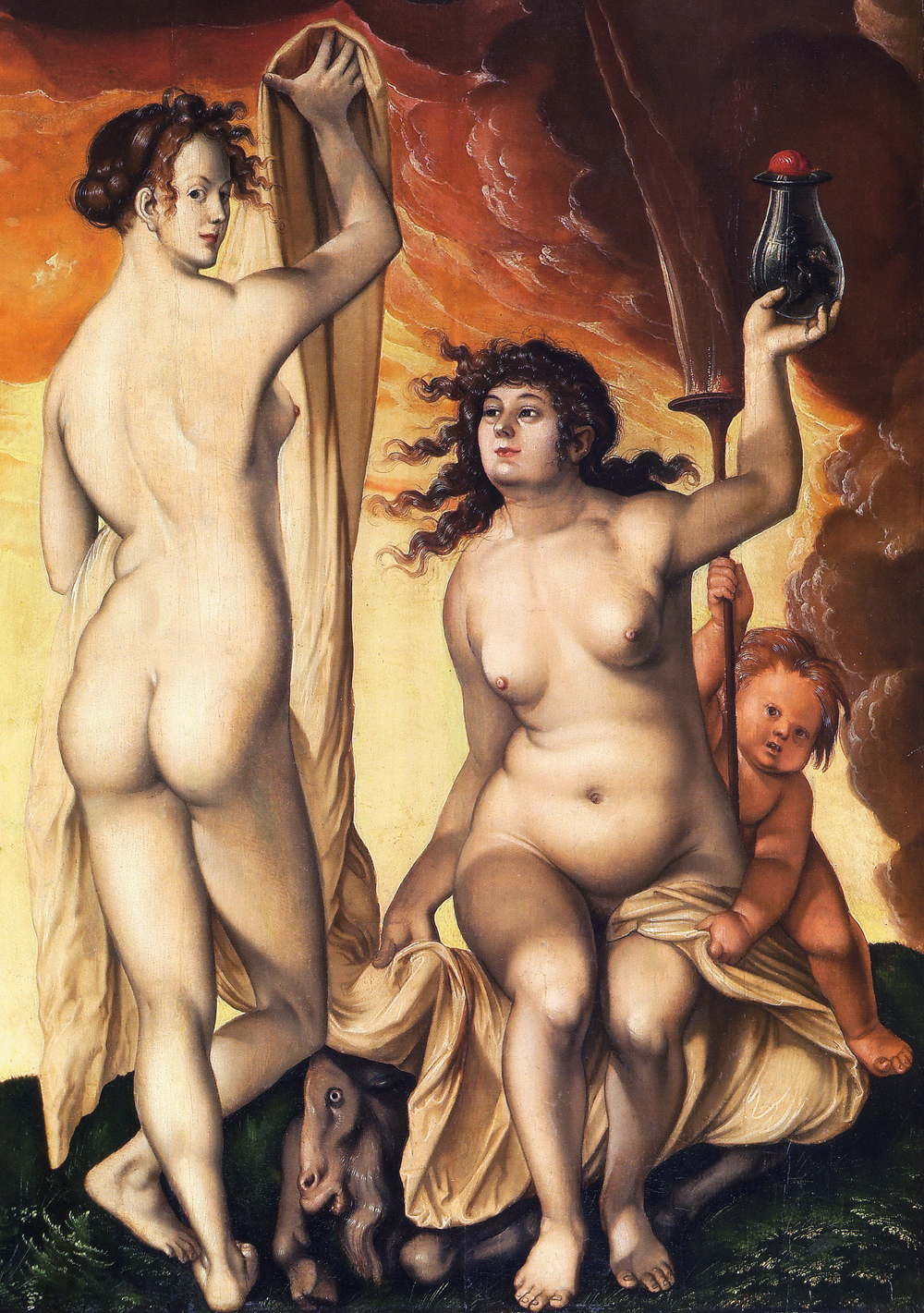
Deux sorcières, tableau de Hans Baldung, 1523.

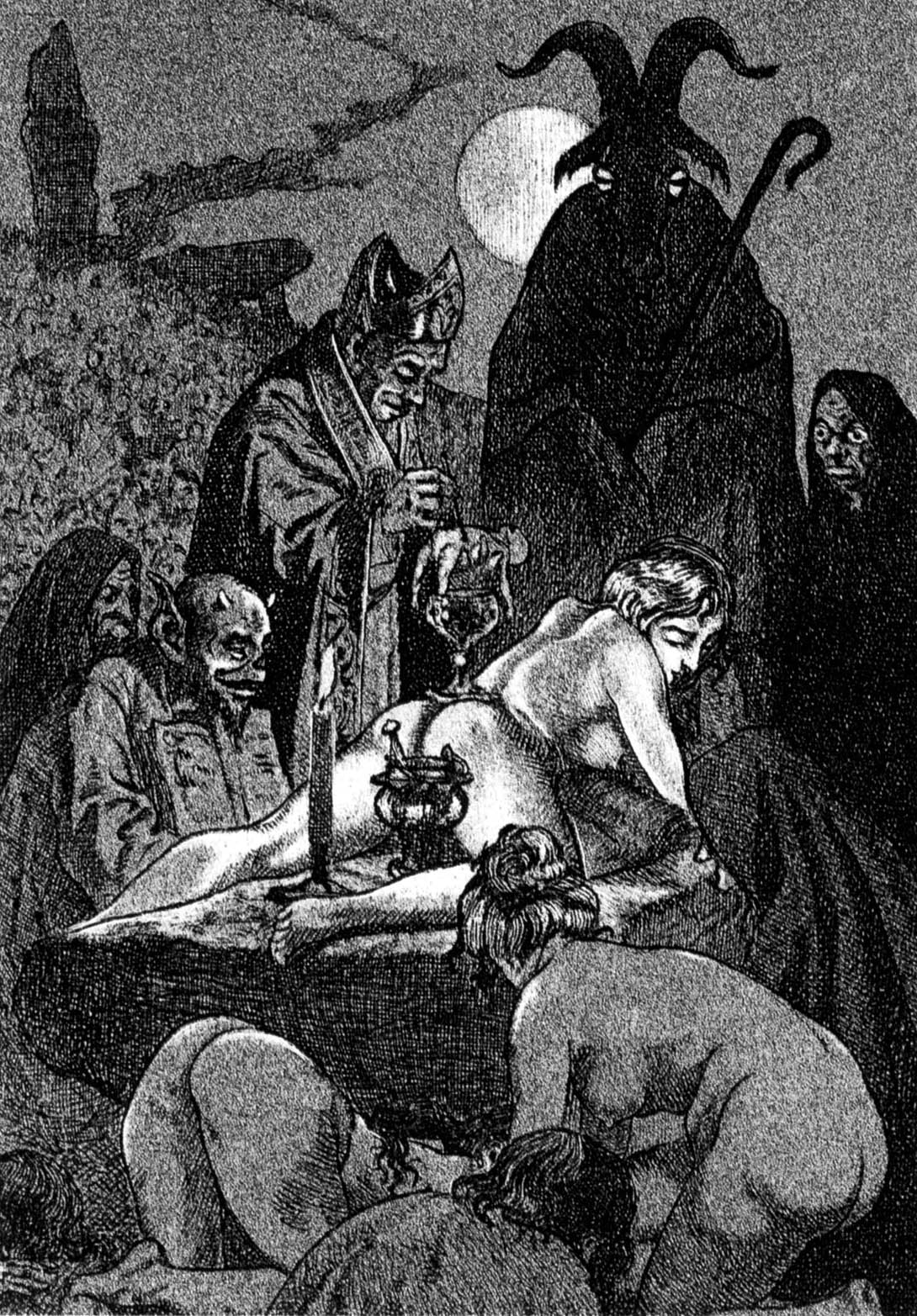
Illustration de Martin van Maele pour une édition de La Sorcière de Jules Michelet, 1911.

Vers la fin du XVe siècle, de nombreux Européens cultivés croyaient que les sorcières pratiquaient de nombreuses activités diaboliques en plus de la magie noire. Ils croyaient que les sorcières faisaient un pacte explicite personnel avec le diable. Le pacte avec le diable donnait à la sorcière le pouvoir d'accomplir des maléfices et la faisait entrer au service du diable. Les sorcières acceptaient alors de rejeter la foi chrétienne et d'être rebaptisées par le diable en guise de soumission. Le diable appliquait une marque sur la sorcière.
Cette croyance était surtout partagée par les classes dominantes et cultivées de l'époque. En effet, les classes populaires avaient tendance à plus se focaliser sur la capacité de la sorcière à nuire plutôt que sur son lien avec le diable.
Le pacte avec le diable est une notion très ancienne et a une origine qui remonte avant le Moyen Âge. Par ce pacte, la sorcière était censée conclure un accord semblable à un contrat juridique obligeant le diable à fournir la richesse et des pouvoirs à la sorcière en échange de sa soumission et son âme après sa mort. Les thèmes du vol nocturne, de la transformation en animal, de l'assemblée autour d'une figure surnaturelle, participaient déjà du monde de la sorcière.
Par contre, l'association de la sorcière au démon, au crime et à la sexualité fut une théorie démonologique qui se construisit peu à peu au cours du XVIe siècle. Les ingrédients du sabbat (le terme même de sabbat, sa description comprenant un culte organisé voué à des démons nommés Diane, Hérodiade ou Lucifer, leur présence sous une forme semi-animale, les orgies, la profanation des sacrements) furent élaborés sous l'influence des théologiens chrétiens et des inquisiteurs, du milieu du XIIIe au milieu du XVe siècle, diffusés à travers des traités de démonologie comme le Malleus Maleficarum ou des prédications comme celles de saint Bernardin de Sienne, puis entérinés par les membres laïcs des cours de justice ou des parlements. Les accusées étaient forcées de souscrire, sous la torture ou la pression psychologique, à cette vision des choses. Leurs aveux confirmaient aux yeux de beaucoup la validité de cette description et contribuèrent à la répandre.

### Sabbat

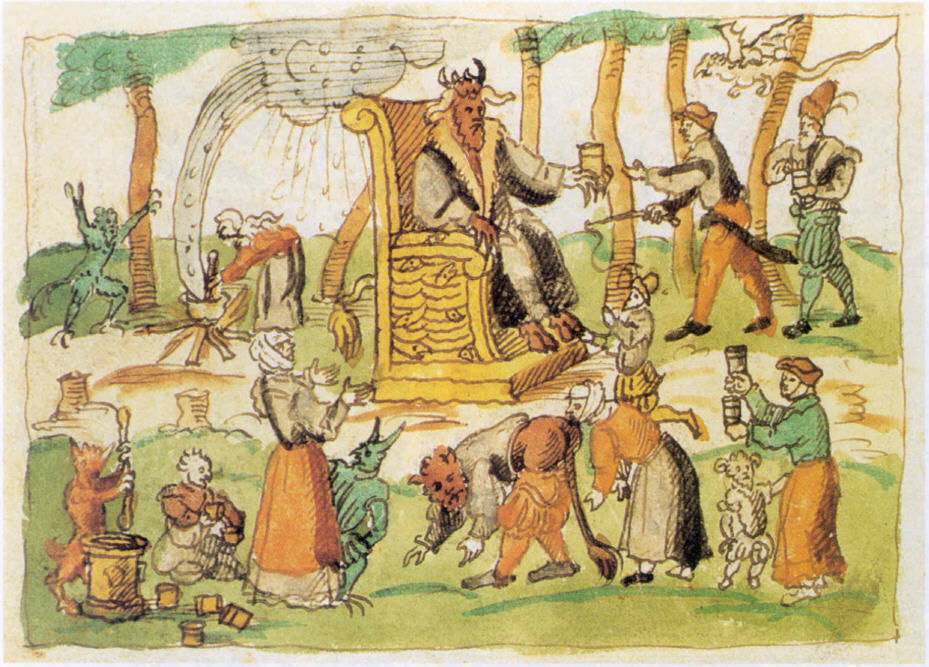
Sabbat de sorcières, gravure ornant la chronique de Johann Jakob Wick (XVIe siècle).

Le sabbat serait une déformation de Sabasius, c'est-à-dire Bacchus et dériverait du mot Sabazzia, les mystères dionysiaques de Thrace. Ces fêtes étaient organisées en l'honneur du « dieu cornu » de la fécondité et de la nature (incarné par Dionysos, Pan, Lug, Cernunnos, Mithra). Ces fêtes s'accompagnaient de libations, de danses et d'orgies sexuelles afin de stimuler la fécondité des terres. Ce mot proviendrait également du Shabbat des Juifs désignant leur jour hebdomadaire et sacré de repos et de prières (suivi également par certains chrétiens fidèles au christianisme primitif, à travers le sabbat chrétien) dans un emploi dégradé, abusif et malveillant, totalement détourné de son sens premier,.
C'est à partir du Moyen Âge, par réaction de l'Église catholique, que le « dieu cornu » est devenu le Diable, nommé Satan ou Lucifer, et que les ecclésiastiques surnommaient « Verbouc ». Et c'est par contre-réaction aux répressions de l'Église chrétienne que, d'après l'analyse de Michelet, le sabbat païen se mue en messe noire.
Les sorcières étaient réputées pour se réunir la nuit dans des endroits spéciaux pour accomplir des rites magiques. Les lieux que les sorcières choisissent pour pratiquer leur art ne sont donc pas le fruit du hasard. Les lieux de sabbat étaient en général situés à l'écart des populations, sur un mont ou bien dans une forêt. Les lieux sont très variés et permettent l’efficacité du rite, par les pouvoirs qu’on leur accorde autant que par la mémoire qu’ils suscitent, en conditionnant les acteurs de la cérémonie magique.

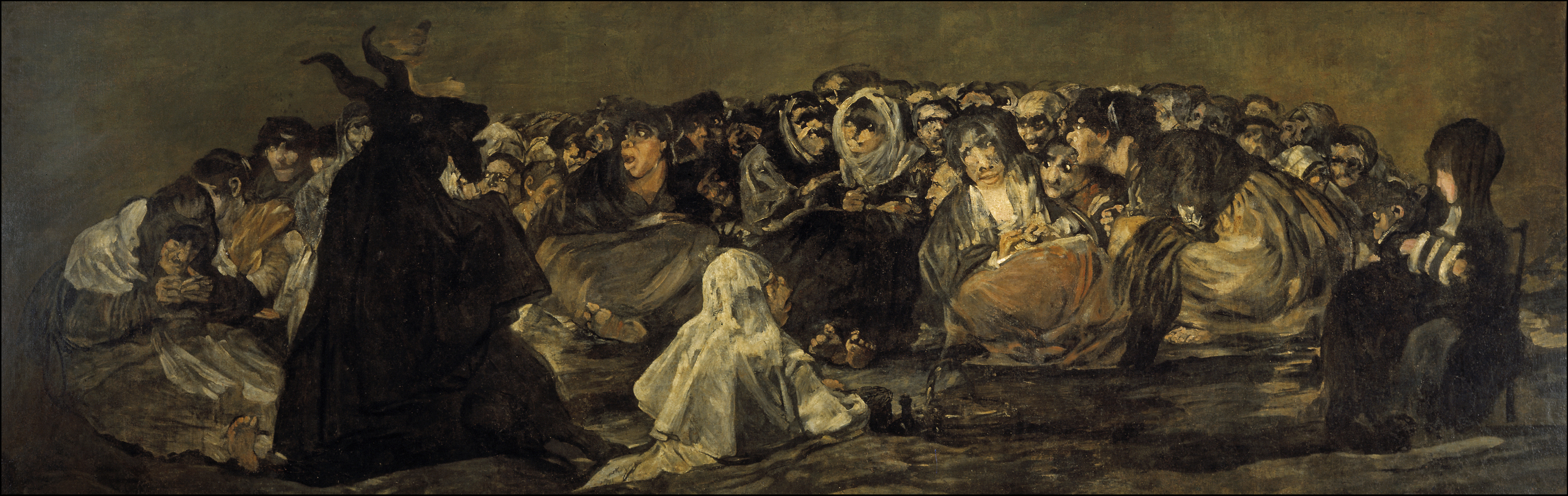
Francisco de Goya, Sabbat de sorcières.

### Nuit d'Halloween
La fête d'Halloween, il y a dix siècles, était le jour de l'an païen fêté dans les pays celtiques le 1er novembre : c'était la fête de Samhain, dieu de la Mort. On croyait alors que la nuit précédant cette date, les esprits des morts venaient se mêler aux vivants, de même que « tous les esprits de Féerie, nains, gnomes, lutins, fées, ainsi que les démons les plus noirs, issus de l'enfer ». C'était pour conjurer ces sortilèges que les anciens avaient coutume d'allumer de grands feux et de danser, de rire, afin de vaincre leur peur.
Au cours de cette nuit, les sorcières enfourchaient leur balai, taillé dans du bois de genêt et enduit d'un onguent composé de plantes. Au IIe siècle, Apulée raconte dans son Âne d'or comment une sorcière nommée Pamphile s'apprête à s'envoler pour le sabbat : « Elle ouvrit un certain cabinet, en tira plusieurs boîtes. Ôtant le couvercle de l'une d'elles et en retirant l'onguent, elle se frotta pendant un temps considérable avec les mains, se couvrant de cette huile de la pointe des pieds jusqu'aux cheveux. »

### Vol des sorcières

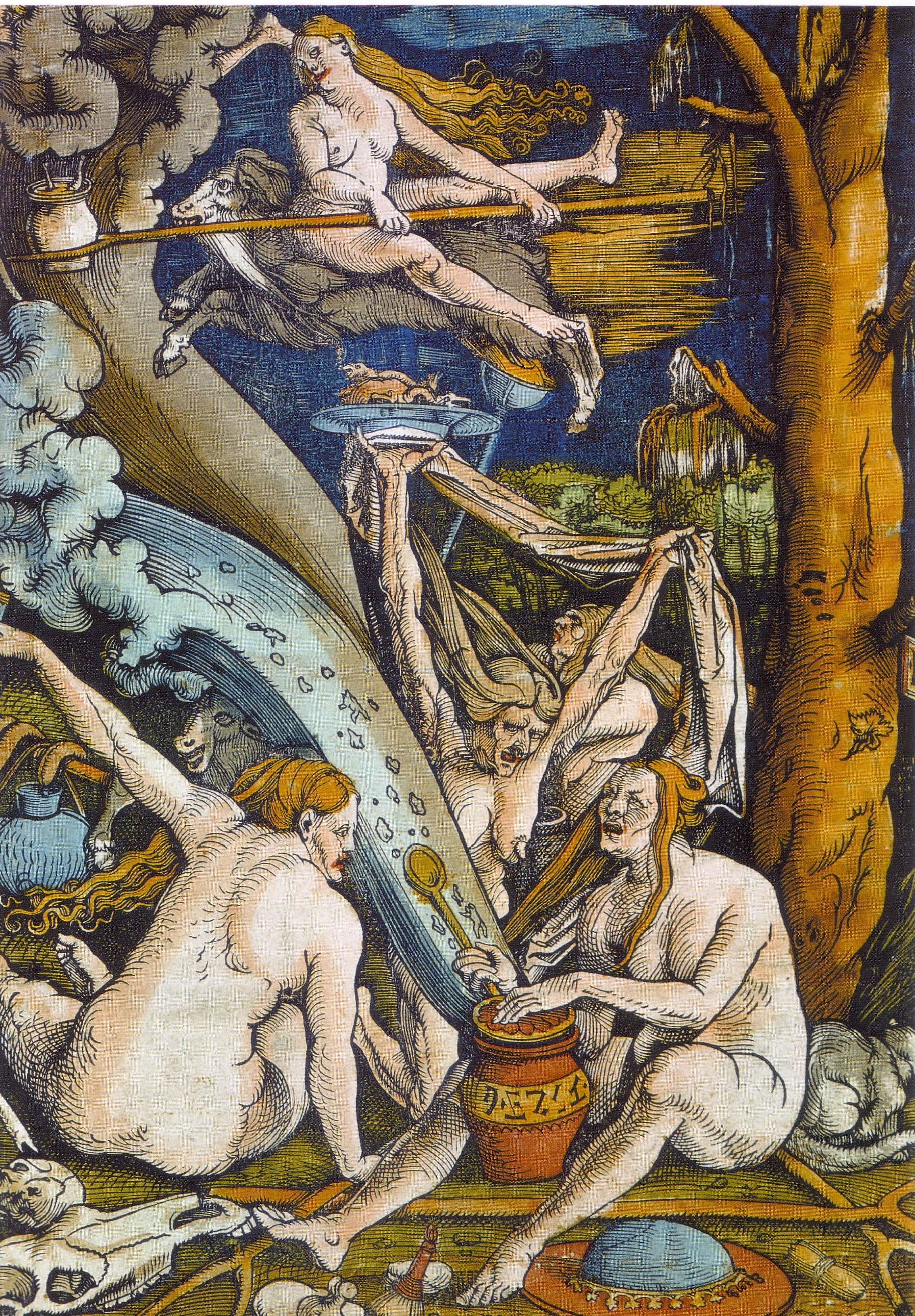
Sorcières, gravure sur bois de Hans Baldung.

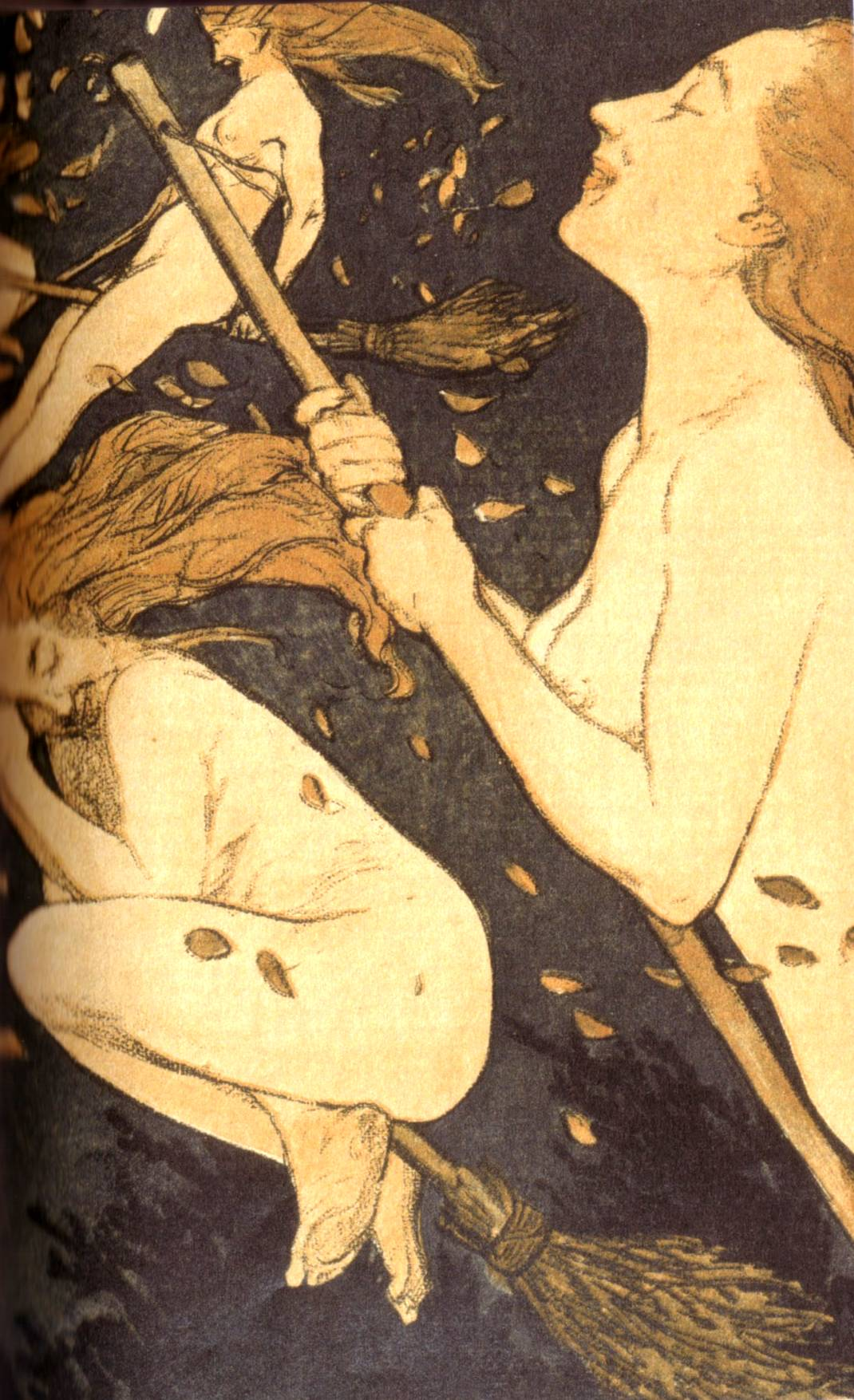
Sabbat de sorcières, gravure de 1909.

Les sorcières se réunissaient périodiquement pour se livrer à de nombreux blasphèmes. Les sorcières devaient se rendre rapidement vers les lieux de réunions qui se tenaient en général dans des endroits très isolés. La croyance était que les sorcières utilisaient un pouvoir du diable pour se déplacer rapidement.
Soit les sorcières se déplaçaient en volant sans moyen particulier, soit transportées par une rafale de vent ou bien par la seule vertu de leurs pouvoirs magiques. Dans certains cas, la sorcière se servait d'un onguent pour voler. Mais la croyance la plus répandue était que les sorcières utilisent un balai pour se déplacer. Des sorcières utilisaient des animaux magiques pour se déplacer ou bien le diable lui-même transportait la sorcière. Parfois les sorcières laissaient leur balai dans leur lit après lui avoir donné leur apparence pour tromper leurs maris.
Le balai serait un attribut des activités féminines, et son utilisation dans la représentation des sorciers pourrait s'expliquer par la prépondérance des femmes parmi les sorciers.
Cela pourrait aussi être une déformation de l'utilisation qu'en faisait par exemple Baba Yaga dans la mythologie slave. En effet, au lieu de le chevaucher, la sorcière ogresse s'en servait pour effacer ses traces en volant : « Baba-Yaga siffla son mortier, qui arriva ventre à terre, et elle sauta dedans. Jouant du pilon et effaçant ses traces avec son balai ».
La sorcière vole la nuit, généralement lors de la pleine lune. La sorcière et la lune vont de pair. Cette idée remonte à l'époque du culte de Diane. Les fidèles de Diane, la déesse romaine de la Lune, croyaient qu'elles pouvaient voler les nuits de pleine lune quand Diane était présente.
Ces femmes utilisaient pour cela un onguent à base de drogues. D'après des spécialistes, les plantes les plus souvent mentionnées dans cet onguent sont un mélange de quatre solanacées (jusquiame, belladone, mandragore, Datura) associées à l'Aconit, la ciguë, toutes ces plantes étant riches en alcaloïdes toxiques. Ce mélange comprend aussi des plantes banales (joubarbe, fougères qui servaient peut-être de contrepoisons pour atténuer la toxicité mortelle des alcaloïde). Il pouvait être appliqué par frottement sur la peau fine (tempes, aisselle, chevilles, intérieur des poignets) et sur les muqueuses où l'absorption était plus rapide et plus forte, mais avec un risque d'empoisonnement plus élevé. Les femmes qui s'enduisaient le corps de cet onguent entraient dans une transe et avaient l'impression d'être transportées au sabbat, d'où la légende de l'onguent magique. Le manche de leur balai pouvait être aussi enduit de ce produit, son extrémité étant introduite dans le vagin (muqueuse sensible) ou frictionnée sur la vulve afin de favoriser la pénétration de la drogue hallucinogène dans le sang,.
Les cercles de sorcières actuels comme Wicca utilisent encore le balai, manié d'est en ouest ou dans le sens des aiguilles d'une montre, dont la fonction symbolique est la purification.

### Bestiaire et métamorphoses de la sorcière

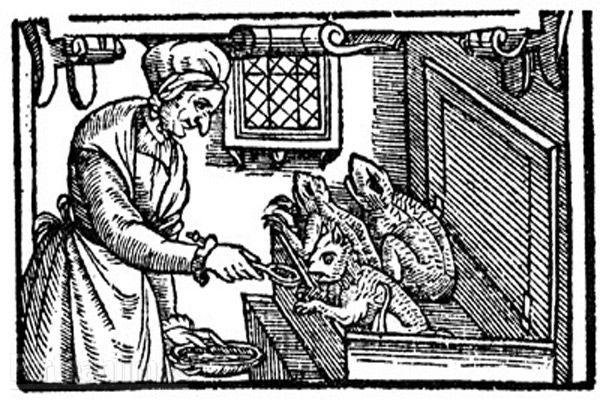
Une sorcière nourrissant ses familiers, gravure de la fin du XVIe siècle.

Les sorcières vivent entourées de leurs animaux favoris qui viennent leur apporter des aides magiques. Tous ces animaux (le chat noir, le corbeau, le crapaud, l'araignée, le rat, le lièvre) ont en commun avec leur maîtresse d'être redoutés et mal-aimés : ce sont autant de reflets d'elles-mêmes. Paul Sébillot rapporte que l'on pouvait reconnaître une sorcière se rendant au sabbat parce qu'elle avait « un petit crapaud sur le blanc de l'œil contre la prunelle ou au pli de l'oreille. ». Dans l'acte IV du Macbeth de Shakespeare, avant que Macbeth n'apprenne son destin, les trois sorcières se rassemblent autour de leur chaudron et l'une ajoute un crapaud à son contenu horrible.

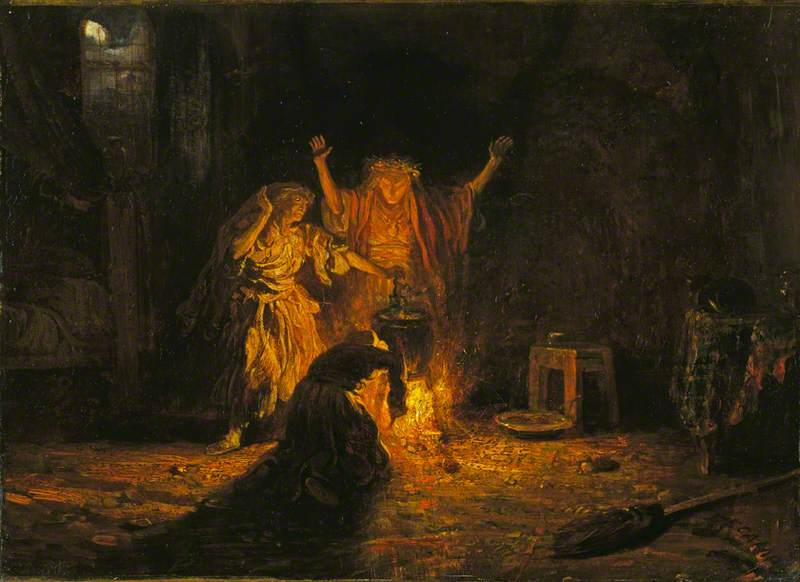
Les Sorcières dans Macbeth, 1841-1842
Alexandre-Gabriel Decamps
Wallace Collection

Ainsi avaient-elles le pouvoir de se métamorphoser, ce qui leur permettait de commettre leurs méfaits sans être reconnues. Sous forme de lièvres, les sorcières avaient coutume de se réunir en congrès. La rapidité que leur offrait cette forme leur permettait d'échapper à leurs poursuivants. Les longues oreilles étaient une aide précieuse pour espionner sans être vues. La patte de lièvre est considérée comme un porte-bonheur, preuve qu'une sorcière avait été mutilée de sa main, et donc privée de ses pouvoirs. Le hibou a été associé à la sorcière car il est un animal nocturne, avec de grands yeux pour espionner, et un cri parfois effrayant et associé à un présage funeste.
Les animaux servent de compagnie à la sorcière, qui vit seule et n'a pas de famille, ou d'ingrédients pour les potions, philtres :
« Filet de couleuvre de marais

Dans le chaudron bous et cuis

Œil de salamandre, orteil de grenouille,

Poil de chauve-souris et langue de chien

Langue fourchue de vipère, dard de reptile aveugle,

Patte de lézard, aile de hibou

Pour faire un charme puissant et trouble

Bouillez et écumez comme une soupe en enfer ».

### Sorcière et enfants

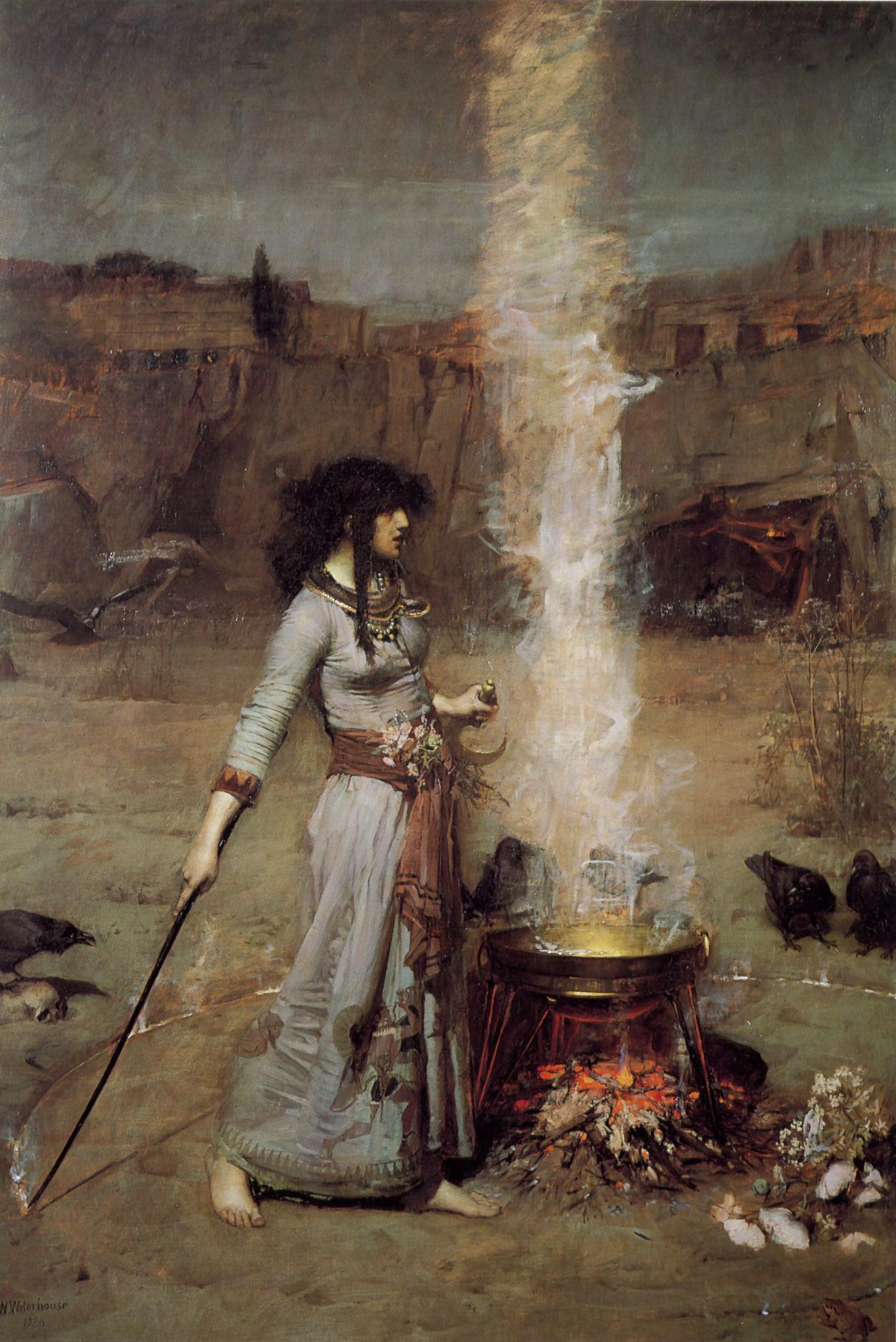
Le Cercle magique,
John William Waterhouse, 1886.

Les sorcières étaient réputées pour faire des repas cannibales d'enfants ou utiliser des cadavres d'enfants pour préparer des poudres ou des onguents magiques. Et, dans la croyance de l'époque, les sorcières avaient pour habitude de transmettre l'art de la magie de génération en génération ou bien de corrompre les enfants. La place des enfants dans la chasse aux sorcières est cruciale. Les vagues les plus importantes de bûchers furent accompagnées de phénomènes de grande ampleur concernant les jeunes enfants. Des enfants sorciers furent signalés partout en Europe. La condamnation de la mère pour sorcellerie faisait retomber des soupçons sur les enfants. De plus les aveux étaient facilement soutirés aux enfants.
En Russie, en Pologne et en Tchéquie, selon la légende, des sorcières de nuit appelées en russe notchnitsy (notchnitsa au singulier) sévissaient en se glissant pendant la nuit dans la chambre des nourrissons pour les pincer, les mordre et leur sucer du sang. Mais si un adulte intervenait, elles disparaissaient comme par enchantement.

## Divers

### Procès célèbres
- Marie Navart, France, 1656.
- Sorcières de Triora, Italie, 1587-1588.
- Sorcières de North Berwick, Écosse, 1590.
- Marie Catier, Brabant, jugée en 1595.
- Sorcières de Pendle et Sorcières de Samlesbury, Angleterre, 1612.
- Marguerite Tiste, Pays-Bas espagnols, 1671.
- Sorcières de Salem, États-Unis, 1692.

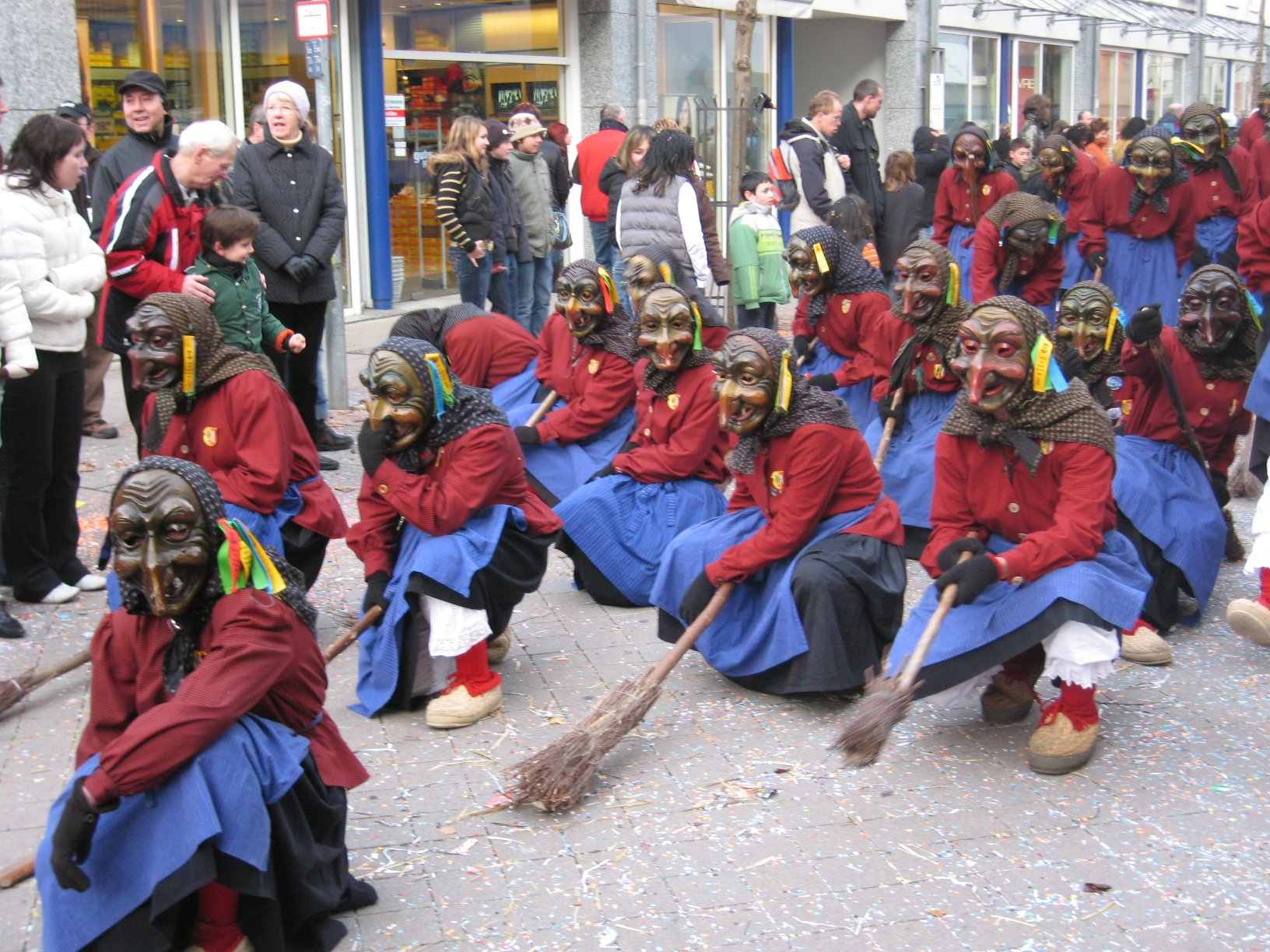
L’image de la sorcière est courante dans les carnavals, comme dans les contes et légendes

- Anna Göldin, Suisse, 1782.

### Conte de fée
Dans plusieurs contes de fées, le seul moyen de faire disparaître une sorcière est d'arrêter d'y penser. Lorsqu'on ne pense plus à elles, elles cessent d'exister[réf. nécessaire].

#### Expositions
- L'Adresse Musée de La Poste de Paris a accueilli en 2012 une exposition consacrée à la sorcière, étudiant le lien entre le mythe et la réalité de cette figure qui continue à faire parler d'elle de nos jours[81].

### Sources imprimées
- Martine Ostorero (éd.), Agostino Paravicini Bagliani (éd.), Kathrin Utz Tremp (éd.) et Catherine Chène (éd.), L'imaginaire du sabbat : édition critique des textes les plus anciens (1430 c. - 1440 c.), Lausanne, Cahiers lausannois d'histoire médiévale, coll. « Cahiers Lausannois d'Histoire Médievale » (no 26), 1999, 571 p. (ISBN 2-940110-16-6, présentation en ligne), [présentation en ligne].L'ouvrage réunit les sources primaires suivantes : Rapport sur la chasse aux sorciers et aux sorcières menée dès 1428 dans le diocèse de Sion, par Hans Fründ ; Formicarius (sorcellerie) (livre II, chapitre 4 et livre V, chapitres 3,4 et 7) par Johannes Nider ; Errores gazariorum seu illorum qui scopam vel baculum equitare probantur, anonyme ; Ut magorum et maleficiorum errores, par Claude Tholosan ; Le champion des dames, livre IV, vers 17377-18200, par Martin Le Franc.
- Henry Institoris et Jacques Sprenger (trad. Amand Danet, préf. Amand Danet), Le Marteau des sorcières : Malleus Maleficarum, Grenoble, Jérôme Millon, coll. « Atopia », 2009 (1re éd. 1990), 539 p. (ISBN 978-2-84137-177-8, présentation en ligne).

#### Ouvrages anciens
- Jules Michelet, La Sorcière, Paris, E. Dentu, 1862, XXV-460 p. (lire en ligne). Réédition : Jules Michelet (préf. Richard Millet, édition de Katrina Kalda), La Sorcière, Paris, Gallimard, coll. « Folio. Classique », 2016, 469 p. (ISBN 978-2-07-044363-5, présentation en ligne).
- Margaret Alice Murray (trad. Thérèse Vincent), Le Dieu des sorcières [« The God of the Witches »], Paris, Denoël, coll. « La Tour Saint-Jacques », 1957, 254 p. (présentation en ligne).

#### Études historiques
- Colette Arnould (préf. Lucien Jerphagnon), Histoire de la sorcellerie, Paris, Tallandier, coll. « Texto : le goût de l'histoire », 2009 (1re éd. 1992, Tallandier, coll. « Approches »), 494 p. (ISBN 978-2-84734-565-0, présentation en ligne).
- Guy Bechtel, La sorcière et l'Occident : la destruction de la sorcellerie en Europe des origines aux grands bûchers, Paris, Plon, coll. « Le doigt de dieu », 1997, 732 p. (ISBN 2-259-18603-3, présentation en ligne)Réédition : Guy Bechtel, La sorcière et l'Occident : la destruction de la sorcellerie en Europe des origines aux grands bûchers, Paris, Pocket, coll. « Agora » (no 218), 2000, 941 p. (ISBN 2-266-09573-0).
- Dominique Camus, Enquête sur les sorciers et jeteurs de sorts en France, aujourd'hui. Magie blanche, magie noire, Bussière, 2018, 258 p. (ISBN 978-2-85090-652-7).
- Julio Caro Baroja (trad. Marie-Amélie Sarrailh), Les sorcières et leur monde [« Las brujas y su mundo »], Paris, Gallimard, coll. « Bibliothèque des histoires », 1985 (1re éd. 1972), 304 p. (ISBN 2-07-028201-5, présentation en ligne), [présentation en ligne].
- Norman Cohn (trad. de l'anglais par Sylvie Laroche et Maurice Angeno), Démonolâtrie et sorcellerie au Moyen Âge : fantasmes et réalités [« Europe's Inner Demons »], Paris, Payot, coll. « Bibliothèque historique », 1982, 317 p. (présentation en ligne), [présentation en ligne].
- Jean Delumeau, La peur en Occident (XIVe-XVIIIe siècles), Paris, Fayard, coll. « Pluriel », 2011 (1re éd. 1978, Fayard, sous le titre La Peur en Occident (XIVe-XVIIIe siècles) : une cité assiégée), 607 p. (ISBN 978-2-8185-0147-4, présentation en ligne).
- Brian Easlea, Science et philosophie. Une révolution 1450-1750. La chasse aux sorcières. Descartes, Copernic, Kepler. Traduit par Nina Godneff. Paris, Ramsay, 1986, 336 pages,  (ISBN 978-2859564605)
- (en) Clarke W. Garrett, « Witches, Werewolves, and Henri Boguet », Proceedings of the Western Society for French History, vol. 4,‎ 1976, p. 126-134 (lire en ligne).
- Maxime Gelly-Perbellini, « La sorcière dans la BD médiévaliste : fantasmes, stéréotypes et détournements », dans Tristan Martine (dir.), Le Moyen Âge en bande dessinée, Paris, Karthala, coll. « Esprit BD », 2016, 373 p. (ISBN 978-2-8111-1669-9, lire en ligne), p. 121-140.
- Carlo Ginzburg (trad. Monique Aymard), Le sabbat des sorcières [« Storia notturna : una decifrazione del sabba »], Paris, Gallimard, coll. « Bibliothèque des histoires », 1992, 423 p. (ISBN 2-07-072741-6, présentation en ligne).
- Carlo Ginzburg (trad. Giordana Charuty), Les Batailles nocturnes : sorcellerie et rituels agraires en Frioul, (XVIe-XVIIe siècles) [« I Benandanti. Stregoneria e culti agrari tra Cinquecento e Seicento »], Lagrasse, Verdier, 1980, 238 p. (ISBN 2-86432-005-3, présentation en ligne), [présentation en ligne].Réédition : Carlo Ginzburg (trad. Giordana Charuty), Les Batailles nocturnes : sorcellerie et rituels agraires, (XVIe-XVIIe siècles) [« I Benandanti. Stregoneria e culti agrari tra Cinquecento e Seicento »], Paris, Flammarion, coll. « Champs » (no 135), 1984, 270 p. (ISBN 978-2-08-124477-1).
- Nicole Jacques-Chaquin (dir.) et Maxime Préaud (dir.), Le sabbat des sorciers en Europe (XVe-XVIIIe siècles) : colloque international ENS Fontenay-Saint-Cloud, 4-7 novembre 1992, Grenoble, Jérôme Millon, 1993, 442 p. (ISBN 2-905614-85-4).
- Jelle Koopmans, Le théâtre des exclus au Moyen Âge : hérétiques, sorcières et marginaux, Imago, 1997, 267 p. (ISBN 2-911416-04-X, présentation en ligne).
- Claude Lecouteux (préf. Régis Boyer), Fées, sorcières et loups-garous au Moyen Âge : histoire du double, Imago, 1996 (1re éd. 1992), 227 p. (ISBN 2-902702-70-1, présentation en ligne).
- Franck Mercier, La vauderie d'Arras : une chasse aux sorcières à l'automne du Moyen Âge, Rennes, Presses universitaires de Rennes, coll. « Histoire », 2006, 413 p. (ISBN 2-7535-0191-2, présentation en ligne, lire en ligne), [présentation en ligne].
- Robert Muchembled, La sorcière au village (XVe-XVIIIe siècles), Paris, Gallimard, coll. « Archives » (no 74), 1979, 240 p. (ISBN 2-07-028631-2, présentation en ligne). Réédition : Robert Muchembled, La sorcière au village (XVe-XVIIIe siècles), Paris, Gallimard, coll. « Folio Histoire » (no 36), 1991, 310 p. (ISBN 2-07-032652-7, présentation en ligne).
- Robert Muchembled (dir.), Magie et sorcellerie en Europe : du Moyen âge à nos jours, Paris, Armand Colin, 1994, 335 p. (ISBN 2-200-21399-9).
- Martine Ostorero (dir.), Georg Modestin (dir.) et Kathrin Utz Tremp (dir.), Chasses aux sorcières et démonologie : entre discours et pratiques (XIVe – XVIIe siècles), Florence, SISMEL - Edizioni del Galluzzo, coll. « Micrologus' Library » (no 36), 2010, XXVIII-447 p. (ISBN 978-88-8450-392-3, présentation en ligne).
- Martine Ostorero (préf. Agostino Paravicini Bagliani), Le diable au sabbat : littérature démonologique et sorcellerie, 1440-1460, Florence, SISMEL - Edizioni del Galluzzo, coll. « Micrologus' Library » (no 38), 2011, XVII-806 p. (ISBN 978-88-8450-402-9, présentation en ligne), [présentation en ligne].
- Martine Ostorero, « Folâtrer avec les démons » : sabbat et chasse aux sorciers à Vevey (1448), Lausanne, Université de Lausanne, coll. « Cahiers lausannois d'histoire médiévale » (no 47), 2008, 2e éd. (1re éd. 1995), XV-323 p. (ISBN 2-940110-61-1, présentation en ligne).
- Christine Planté (dir.), Sorcières et sorcelleries, Lyon, Presses universitaires de Lyon, coll. « Cahiers masculin-féminin », 2002, 139 p. (ISBN 2-7297-0698-4, présentation en ligne).
- Jean-Michel Sallmann, Les Sorcières, fiancées de Satan, Paris, Gallimard, coll. « Découvertes Gallimard : Culture et société » (no 57), 1989, 192 p. (ISBN 2-07-053077-9, présentation en ligne).
- Maryse Simon, « La sorcière moyenâgeuse faussement médiévale ? Construction d’une image fantasmagorique », dans Élodie Burle-Errecade et Valérie Naudet (dir.), Fantasmagories du Moyen Âge. Entre médiéval et moyen-âgeux : [actes du colloque international, 7-9 juin 2007, Université de Provence], Aix-en-Provence, Presses universitaires de Provence, coll. « Sénéfiance » (no 56), 2010, 280 p. (ISBN 978-2-85399-733-1, lire en ligne), p. 201-208.
- Ludovic Viallet, Sorcières ! La grande chasse, Paris, Armand Colin, 2013, 220 p. (ISBN 978-2-200-27960-8). Réédition : Ludovic Viallet, La grande chasse aux sorcières : histoire d'une répression, XVe – XVIIIe siècle, Paris, Armand Colin, coll. « Mnémosya », 2022, 222 p. (ISBN 978-2-200-62985-4).
- Robert Léon Wagner, « Sorcier » et « magicien », contribution à l'histoire du vocabulaire de la magie, Paris, E. Droz, 1939, 293 p.
- Laurence Wuidar, Fuga Satanae : musique et démonologie à l'aube des temps modernes, Genève, Droz, coll. « Cahiers d'Humanisme et Renaissance » (no 150), 2018, 337 p. (ISBN 978-2-600-05868-1, présentation en ligne), [présentation en ligne].
- Michelle Zancarini-Fournel, Sorcières et sorciers, histoire et mythes : lettre aux jeunes féministes, Paris, Libertalia, 2024, 168 p. (ISBN 9782377293476, présentation en ligne).

#### Essais
- (en) Bernadette Lynn Bosky, « The Witch », dans S.T. Joshi (dir.), Icons of Horror and the Supernatural : An Encyclopedia of Our Worst Nightmares, vol. 2, Westport (Connecticut) / Londres, Greenwood Press, 2007, 796 p. (ISBN 978-0-313-33780-2 et 0-313-33782-9), p. 689-722.
- Édouard Brasey, Le petit livre des sorcières, Paris, Le Pré aux clercs, 2008, 62 p. (ISBN 978-2-84228-334-6).
- Édouard Brasey et Stéphanie Brasey, Traité de sorcellerie : suivi d'autres traités fameux et textes sulfureux consacrés aux sorciers et sorcières adeptes de la magie noire, Paris, Le Pré aux clercs, 2011, 431 p. (ISBN 978-2-84228-447-3).
- Céline du Chéné, Les sorcières : une histoire de femmes, Paris, Éditions Michel Lafon, 2019, 191 p. (ISBN 978-2-7499-4119-6, BNF 45843044, présentation en ligne)..

- Mona Chollet, Sorcières : La puissance invaincue des femmes, Paris, La Découverte, 2018, 261 p. (ISBN 2-35522-122-7, OCLC 1046671440, BNF 45614457, présentation en ligne)..
- Mireille Dottin-Orsini, Cette femme qu'ils disent fatale : textes et images de la misogynie fin-de-siècle, Paris, Grasset et Fasquelle, 1993, 373 p. (ISBN 2-246-45551-0, OCLC 231567674, présentation en ligne).
- (en) K. A. Laity, « The Sorcerer », dans S.T. Joshi (dir.), Icons of Horror and the Supernatural : An Encyclopedia of Our Worst Nightmares, vol. 2, Westport (Connecticut) / Londres, Greenwood Press, 2007, 796 p. (ISBN 978-0-313-33780-2 et 0-313-33782-9), p. 565-589.